# Beşiktaş Istanbul
Beşiktaş Jimnastik Kulübü (deutsch Beşiktaş Gymnastik-Klub; kurz Beşiktaş JK bzw. BJK) ist ein Sportverein aus der Istanbuler Stadtgemeinde Beşiktaş, der 1903 anfänglich als Gymnastik-Klub gegründet wurde und der älteste Sportklub und einer der erfolgreichsten Fußballvereine der Türkei ist. Im deutschsprachigen Raum ist er als Beşiktaş Istanbul bekannt und wird von den Fans auch Karakartallar (deutsch Schwarze Adler, englisch Black Eagles) genannt. Beşiktaş steht in der Ewigen Tabelle der Süper Lig auf Platz 3 und gewann unter anderem weitere Fußballwettbewerbe.
Besonders bekannt ist er für seine Fußballabteilung, die erst 1911 als weitere Sportabteilung hinzukam. Diese Abteilung gehört zu den erfolgreichsten türkischen Profifußballklubs neben den Istanbuler Rivalen Fenerbahçe und Galatasaray. Die Fußballabteilung lautet offiziell heutzutage Beşiktaş Futbol Yatırımları Sanayi ve Ticaret A.Ş. (kurz Beşiktaş Futbol A.Ş.; deutsch Beşiktaş Fußball Investitionengewerbe und Handel AG) und ist an der Istanbuler Börse BIST notiert. Neben der Fußballabteilung können auch andere Abteilungen sportliche Erfolge vorweisen, zum Beispiel die Basketball- und Handballabteilung.
Die Mannschaft trägt, seit der Saison 2016/17 offiziell, ihre Heimspiele im Tüpraş Stadyumu aus.

## Geschichte

### Gründung

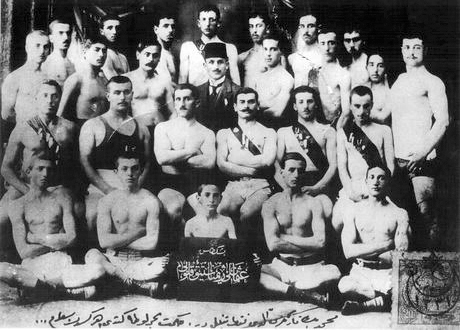
Beşiktaş Mannschaft von 1915

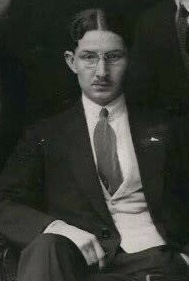
Hüseyin Bereket, Gründungsmitglied von Beşiktaş.

Der Beşiktaş Jimnastik Kulübü, kurz BJK, wurde im März 1903 während des Osmanischen Reichs von 24 Männern gegründet und ist damit wohl der älteste Sportverein der Türkei. Şamil Osman Bey war der erste Präsident des Vereins. Vorrangig wurden Sportarten wie Ringen, Boxen, Gewichtheben und Turnen ausgeübt. Zu jener Zeit war es verboten, Sportvereine ins Leben zu rufen, da der damalige Sultan Abdülhamid II. befürchtete, dass sich dadurch Aufständische vereinigen könnten. Trotz des Verbots wuchs der Verein innerhalb kürzester Zeit weiter.
Nach Aufhebung des Vereinsverbots wurde der Verein am 13. Januar 1910 unter dem Namen „Beşiktaş Osmanlı Jimnastik Kulübü“ (frei übersetzt: Osmanischer Gymnastikklub Beşiktaş) offiziell neu gegründet. Durch den Zusammenschluss mit zwei weiteren Sportvereinen (Valideçeşme und Basiret) aus der Nachbarschaft im Jahr 1911, baute der Verein seine Größe aus. Fußball wurde bald zur Hauptsportart des Klubs.
Als Ergebnis langjähriger Forschung und Erkenntnissen aus verschiedenen Quellen, wurde erfahren, dass die ersten Farben von Beşiktaş rot und weiß waren, aber nach dem Verlust der Balkankriege die Farben verdunkelt und in Schwarz und Weiß geändert wurden, um den Tod von mehr als 340.000 Soldaten zu betrauern.
Allerdings hat das Beşiktaş-Management, basierend auf der Arbeit für den Dokumentarfilm zum 100-jährigen Jubiläum behauptet, dass Beşiktaş nie die Farben rot und weiß verwendet habe, sondern schon seit seiner Gründung Schwarz und Weiß getragen habe. Laut Management des Vereins brauchte es damals keine Trikotfarbe, da zunächst fast nur Individualsport betrieben wurde und demzufolge keine Vereinsfarben vonnöten waren.
Aufgrund der steigenden Anzahl von Athleten im Club versammelte Mehmet Şamil Bey jedoch das Gründungskomitee und zeigte dem Komitee ein Abzeichen, das er während seiner Schulzeit verwendet hatte und das die Farben seiner Schule trug, und brachte die Gründungsmitglieder dazu, die Idee zu akzeptieren, dass ein ähnliches Abzeichen gemacht werden sollte. In dieser Sitzung wurden die Farben des Vereins auf schwarz und weiß festgelegt. Seit dieser Zeit wird das Team auch unter Fans siyah beyazlılar (die Schwarz-weißen) genannt.

### 1920er und 1930er Jahre

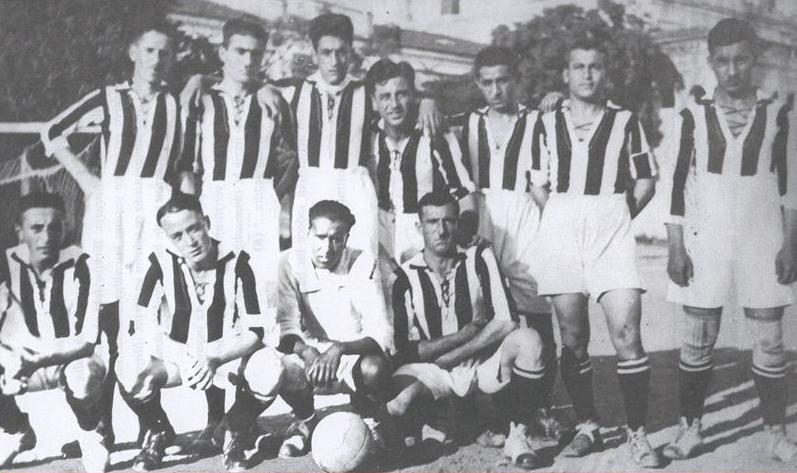
Meistermannschaft in der Istanbul Ligi 1923/24

In der Saison 1923/24 gewann Beşiktaş zum ersten Mal in der Vereinshistorie die İstanbul Futbol Ligi. Beşiktaş wurde damit der erste Meister in dieser Liga, erzielte aber in den 1920er Jahren in der Liga keinen weiteren Erfolge. Ab dem Jahre 1924 bis zum Jahr 1934 musste Beşiktaş auf die zweite Meisterschaft warten, ehe man wieder die İstanbul Futbol Ligi gewann.
Galatasaray und Fenerbahçe waren bis Mitte der 1930er Jahre die beiden dominierenden Mannschaften. Jedoch feierte man in der Türkiye Futbol Şampiyonası (deutsch: Türkische Fußballmeisterschaft) im Jahr 1934 die erste Meisterschaft. Aufgrund der Einführung der Millî Küme wurde diese Meisterschaft, ab der Saison 1935/36 bis zu der Saison 1939/1940 pausiert und nicht mehr ausgetragen.

### 1940er Jahre
| Beşiktaş in der İstanbul Futbol Ligi |       |        |       |
| Saison                               | Platz | Punkte | Tore  |
| 1939/40                              | 01    | 49     | 76:20 |
| 1940/41                              | 01    | 57     | 84:14 |
| 1941/42                              | 01    | 52     | 90:13 |
| 1942/43                              | 01    | 54     | 81:09 |
| 1943/44                              | 02    | 31     | 87:16 |
| 1944/45                              | 01    | 34     | 70:10 |
| 1945/46                              | 01    | 39     | 42:12 |
| 1946/47                              | 03    | 34     | 38:14 |
| 1947/48                              | 02    | 41     | 37:15 |
| 1948/49                              | 02    | 39     | 39:11 |

Der Name „die schwarzen Adler“ leitete sich davon ab, dass Beşiktaş am 19. Januar 1941 im Spiel gegen Süleymaniye im Şeref Stadı zur Trauer der gefallenen Soldaten im Balkankrieg, ganz in schwarzen Trikots auflief und ein Fan von Beşiktaş namens Mehmet Galin das ganze Spiel über „Hadi kara kartallar, hücum edin kara kartallar“, zu deutsch: „los schwarze Adler, greift an schwarze Adler“ rief. Durch das überlegene Spiel von Beşiktaş und den folgenden Angriffen über die ganze Spielzeit stimmten die restlichen Fans diesem Slogan zu. Beşiktaş gewann die Begegnung mit den Toren von Şeref Görkey, Kapitän Hakkı Yeten und Şükrü Gülesin mit 6:0. Nach diesem Spiel wurde der schwarze Adler bis zum heutigen Tage ein Synonym für den Klub. Beşiktaş gewann zwischen 1939 und 1943 den Rekord von fünf aufeinanderfolgenden Meisterschaften in der İstanbul Futbol Ligi. In der Türkiye Futbol Şampiyonası wurde Beşiktaş 1941 und 1946 Vizemeister (1942 wurde die Liga nicht ausgetragen).
Der Verein gewann in den Spielzeiten 1923/24 bis 1950/51 die İstanbul Futbol Ligi mit insgesamt 11 Meisterschaften und ist somit Rekordmeister dieser Liga. In der Millî Küme (deutsch: Nationale Liga oder Nationale Klasse) beendete Beşiktaş in den Saisons 1941, 1944 und 1947 als Champion. Spieler wie Şükrü Gülesin, Hakkı Yeten, Süleyman Seba oder Şeref Görkey prägten diese Ära des Klubs. Zur Saison 1948/49 wurde der einstmalige italienische Starspieler und ehemalige Weltmeister Giuseppe Meazza als Trainer verpflichtet. Nach einer Saison verließ der Italiener den Istanbuler Klub wieder, um bei Pro Patria Calcio anzuheuern.

### 1950er Jahre
| Beşiktaş in der Federasyon Kupası |       |        |      |
| Saison                            | Platz | Punkte | Tore |
| 1956/57                           | 01    | 17     | 23:6 |
| 1957/58                           | 01    | 10     | 14:5 |

Beşiktaş gewann nach 1934 im Jahr 1951 seinen zweiten Titel in der Türkiye Futbol Şampiyonası (deutsch Türkische Fußballmeisterschaft).
Das Team von Beşiktaş nahm Mitte 1950 eine Reise in die Vereinigten Staaten an, um in verschiedenen Bundesstaaten mit einigen Teams Freundschaftsspiele austragen zu können. Unter anderem traten die schwarzen Adler in St. Louis gegen ein All-Star-Team der USA an, das man mit 5:0 besiegen konnte.
Der Kader von Beşiktaş repräsentierte als bisher einzige Klubmannschaft die türkische Nationalmannschaft in einem Länderspiel am 16. Mai 1952 gegen Griechenland (0:1), wonach ihr vom türkischen Fußballverband offiziell die türkische Fahne auf dem Vereinsemblem verliehen wurde. Die Vereinsfarben der heute Karakartallar, deutsch schwarze Adler genannten Mannschaft waren in der Anfangszeit des Vereins ursprünglich Rot-Weiß und orientierten sich an der türkischen Nationalmannschaft. Beşiktaş zeigte damit die Verbundenheit und Loyalität zum Nationalteam.
Um zum ersten Mal eine türkische Mannschaft in den Europapokal der Landesmeister zu schicken, richtete der türkische Fußballverband TFF in den Jahren 1956/1957 und 1957/1958 den Federasyon Kupası aus. Beide Saisons beendete Beşiktaş als Meister, doch die schwarzen Adler konnten die Türkei nur in der Saison 1958/59 vertreten, da man im Vorjahr vergessen hatte, Beşiktaş bei der UEFA fristgerecht anzumelden. Beşiktaş wurde damit die erste türkische Mannschaft, die am Landesmeister-Pokal teilnahm.
Erst 2002 wurden diese Meisterschaften vom Verband anerkannt. Somit erhöhte Beşiktaş die Anzahl seiner Meisterschaften um zwei weitere und erhielt somit den zweiten Stern auf dem Wappen.

### 1960er Jahre
| Beşiktaş in der Millî Lig/1. Lig |       |        |       |
| Saison                           | Platz | Punkte | Tore  |
| 1959                             | 0-    | 18     | 22:16 |
| 1959/60                          | 01    | 65     | 68:15 |
| 1960/61                          | 03    | 55     | 61:26 |
| 1961/62                          | 03    | 48     | 48:24 |
| 1962/63                          | 02    | 34     | 45:12 |
| 1963/64                          | 02    | 52     | 57:19 |
| 1964/65                          | 02    | 47     | 46:17 |
| 1965/66                          | 01    | 48     | 52:16 |
| 1966/67                          | 01    | 45     | 44:15 |
| 1967/68                          | 02    | 42     | 42:24 |
| 1968/69                          | 03    | 38     | 30:20 |

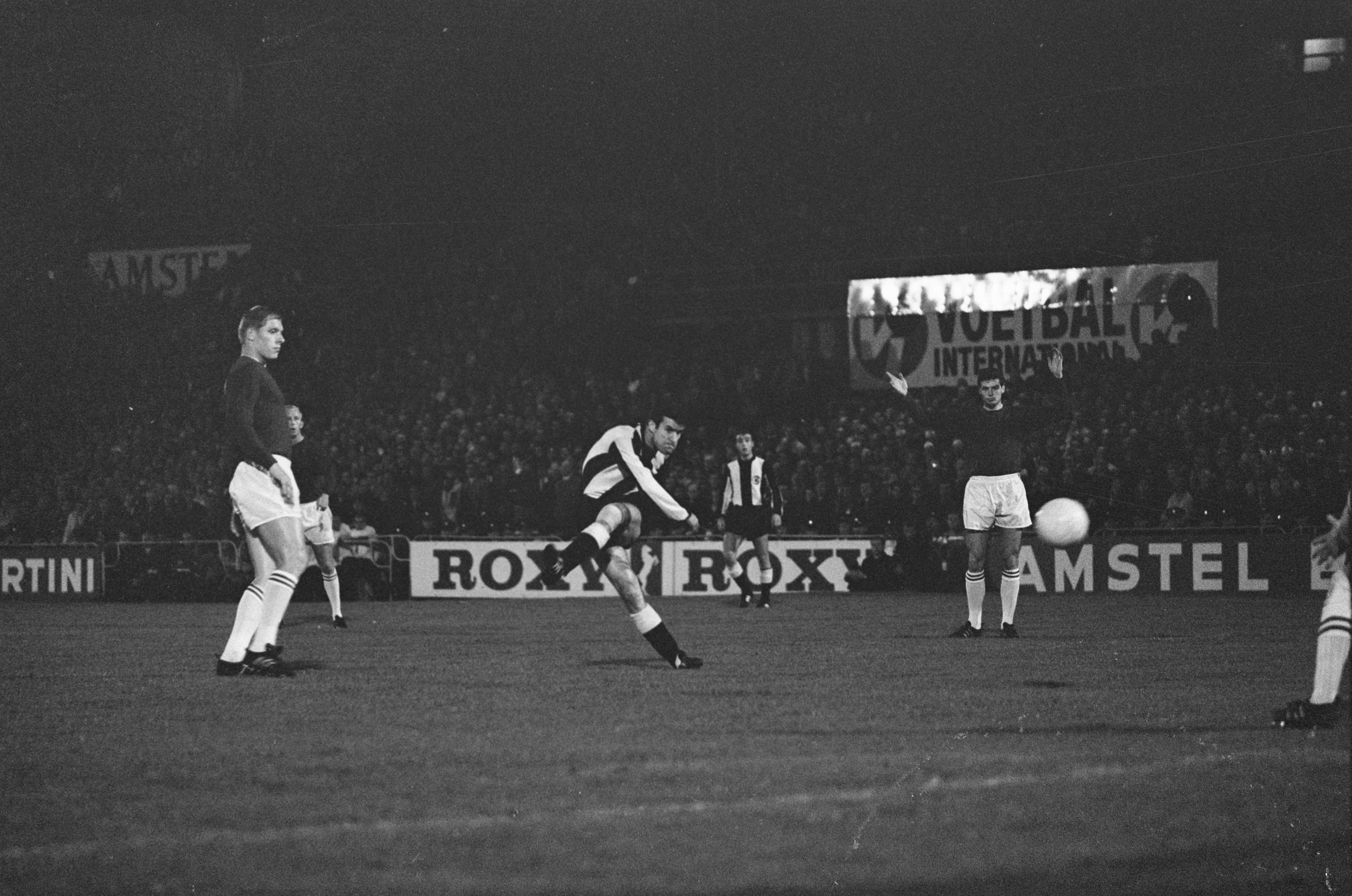
28. September 1966 im Spiel gegen Ajax im Europapokal der Landesmeister 0:2,1:2

Als im Jahre 1959 die türkische Profiliga gegründet wurde, konnte sich Beşiktaş nicht für die Finalrunde qualifizieren. Damals wurde die Liga in zwei Gruppen aufgeteilt. In die Gruppe Rot und in die Gruppe Weiß. Und nur die beiden Gruppenersten konnten die Meisterschaft in einem finalen Spiel unter sich ausmachen. Beşiktaş gewann die Meisterschaft in der darauffolgenden Saison 1959/1960. In diesem Jahr qualifizierten sie sich zum zweiten Mal, nach der Saison 1958/59 für den Europapokal der Landesmeister. Die schwarzen Adler konnten sich in der Vorrunde ohne ein Spiel zu bestreiten, gleich in die 1. Runde vorrücken, da Olympiakos Piräus sich vom Turnier zurückzog. Real Madrid war der Gegner in der ersten Runde. Mit einem 1:1 und einem 0:2 war mit Real Endstation.
Beşiktaş belegte am Ende der Saison 1960/1961 und 1961/1962 den 3. Platz. In den darauffolgenden Jahren 1963, 1964 und 1965 wurden sie jeweils Vizemeister und gewannen ihren ersten TSYD-Pokal 1964 (Pokal des Türkischen Sportjournalisten-Vereins). Schließlich gewannen sie die Meisterschaft in den Jahren 1966 und 1967. In diesen Saisons gewann Beşiktaş ebenfalls seine ersten beiden Supercups. In den Jahren 1966 gegen Galatasaray (2:0) und 1967 gegen Altay Izmir (1:0 n. V.). Im Europapokal der Landesmeister 1966/67 war gegen Ajax Amsterdam in der ersten Runde Schluss (0:2/1:2).
Im Jahr 1968 beendete Beşiktaş die Saison abermals als Vizemeister hinter Erzrivale Fenerbahçe Istanbul, ehe man in der darauffolgenden Saison nur Dritter wurde.

### 1970er Jahre
| Beşiktaş in der 1. Lig |       |        |       |
| Saison                 | Platz | Punkte | Tore  |
| 1969/70                | 09    | 30     | 26:26 |
| 1970/71                | 06    | 33     | 31:20 |
| 1971/72                | 04    | 34     | 28:23 |
| 1972/73                | 06    | 31     | 14:18 |
| 1973/74                | 02    | 40     | 34:19 |
| 1974/75                | 05    | 33     | 29:24 |
| 1975/76                | 011   | 27     | 25:32 |
| 1976/77                | 04    | 33     | 35:24 |
| 1977/78                | 05    | 32     | 33:29 |
| 1978/79                | 09    | 29     | 33:32 |

Nach der Meisterschaft 1967 hatte Beşiktaş eine längere Durststrecke, was den nationalen Titel betrifft. Während Trabzonspor, Fenerbahçe und Galatasaray die Meisterschaften unter sich ausmachten, hatte Beşiktaş seinen größten Erfolg in der Saison 1973/74, als man nur Vizemeister wurde.
Ohne Titel blieb das Jahrzehnt allerdings nicht. Im Jahr 1974 gewann man den Başbakanlık Kupası (deutsch: Premierminister-Pokal) gegen Bursaspor und man qualifizierte sich demzufolge für den Super-Cup 1974. Dort gewannen die „schwarzen Adler“ gegen Fenerbahçe den Pokal (0:2, 3:0). In der Saison 1974/75 qualifizierte man sich zum ersten Mal in der Klubhistorie für den UEFA Cup. Im Hinspiel besiegte man noch den rumänischen Vertreter aus Brașov mit 2:0, ehe man sich im Rückspiel mit 0:3 in der ersten Runde verabschieden musste. Im Finale des Türkiye Kupası 1974/75 konnte man gegen Trabzonspor nach einer 0:1-Niederlage im Hinspiel, das Rückspiel mit 2:0 gewinnen und zum ersten Mal den türkischen Pokal sein Eigen nennen. Demzufolge qualifizierte man sich in der Saison 1975/76 zum ersten Mal für den Europapokal der Pokalsieger. In diesem musste man sich dem italienischen Vertreter aus Florenz in beiden Spielen (0:3, 0:3) geschlagen geben. Ein weiterer Titel gelang dem Team in einem erneuten Erfolg im Premierminister-Pokal, in der Saison 1977 gegen den Erzrivalen Fenerbahçe (2:1).

### 1980er Jahre
| Beşiktaş in der 1. Lig |       |        |       |
| Saison                 | Platz | Punkte | Tore  |
| 1979/80                | 011   | 29     | 25:27 |
| 1980/81                | 05    | 31     | 27:23 |
| 1981/82                | 01    | 44     | 38:17 |
| 1982/83                | 05    | 39     | 49:30 |
| 1983/84                | 04    | 44     | 40:21 |
| 1984/85                | 02    | 50     | 49:19 |
| 1985/86                | 01    | 56     | 65:21 |
| 1986/87                | 02    | 53     | 67:26 |
| 1987/88                | 02    | 78     | 68:29 |
| 1988/89                | 02    | 83     | 81:21 |

Beşiktaş setzte seinen schlechten Leistungen im Jahr 1982 mit einer Überraschung ein Ende, indem es nach 15 Jahren wieder die türkische Meisterschaft gewann. 1984 übernahm der ehemalige legendäre Spieler Süleyman Seba das Präsidentenamt von Beşiktaş. Dieser hatte mit seiner längsten Amtszeit von über 16 Jahren bisher die meisten Erfolge als Präsident bei Beşiktaş. In der Saison 1985/86 wiederholte man den Erfolg von 1982 und holten den insgesamt siebten Meisterschaftstitel. Im Europapokal der Landesmeister 1986/87 feierte das Team mit dem Erreichen des Viertelfinales den größten Erfolg der Klubgeschichte. Doch dort konnte das Team die Leistungen aus der Liga nicht wiederholen.
In diesem Viertelfinale des Europapokals der Landesmeister gegen Dynamo Kiew verlor man das Hinspiel mit 0:5 und das Rückspiel mit 0:2 und verabschiedete sich somit aus dem Wettbewerb. Zur Saison 1987/1988 wurde als Trainer der ehemalige Spieler des FC Liverpool Gordon Milne verpflichtet. Dieser ist bis heute der erfolgreichste Trainer der BJK Historie. Zur selben Zeit wurde auch der englische Nationalspieler Les Ferdinand vom FC Brentford verpflichtet.
In den 80ern machten sich insbesondere die Nationalspieler Metin Tekin, Ali Gültiken, und Feyyaz Uçar unsterblich, in dem sie das top Trio in den Reihen von Beşiktaş bildeten. Zu dieser Zeit waren die Namen Metin, Ali, Feyyaz ein Synonym für den Klub und seiner Erfolge.
In der Finalpaarung zur Türkiye Kupası 1988/89 trafen sich die Erzrivalen Beşiktaş und Fenerbahçe sich zum ersten Mal aufeinander. BJK gewann den Pokal zum zweiten Mal. Sie besiegten Fenerbahçe im Hinspiel mit 1:0 und im Rückspiel mit 2:1.

### 1990er Jahre
| Beşiktaş in der 1. Lig |       |        |       |
| Saison                 | Platz | Punkte | Tore  |
| 1989/90                | 01    | 75     | 77:20 |
| 1990/91                | 01    | 69     | 63:24 |
| 1991/92                | 01    | 76     | 58:20 |
| 1992/93                | 02    | 66     | 68:23 |
| 1993/94                | 04    | 54     | 58:30 |
| 1994/95                | 01    | 79     | 80:26 |
| 1995/96                | 03    | 69     | 74:46 |
| 1996/97                | 02    | 74     | 88:26 |
| 1997/98                | 06    | 48     | 56:41 |
| 1998/99                | 02    | 77     | 58:27 |

In den Saisons 1989/90, 1990/91 und 1991/92 holte Beşiktaş den Titel-Hattrick und zudem das erste Mal das Double in der Saison 1989/90. Zudem feierte man in der Saison 1989/90 ein 10:0 gegen Adana Demirspor – den bis heute höchsten Sieg einer Mannschaft in der höchsten türkischen Liga. In der Meistersaison 1991/92 konnte ein weiterer Rekord verbucht werden, indem man diese ohne Niederlage beendete.
In der Saison 1992/93 beendete Beşiktaş mit dem Erzrivalen Galatasaray die Meisterschaft punktgleich. Nur durch die bessere Tordifferenz entschied Galatasaray die Meisterschaft für sich. In dieser Spielzeit qualifizierte sich Beşiktaş für die erste Saison in der Champions League, jedoch konnte man sich in der ersten Runde gegen den IFK Göteborg (0:2, 2:1) nicht durchsetzen.
Zur Saison 1994/95 wurde für die damalige Rekordablösesumme von zwei Millionen Euro der Stürmer Ertuğrul Sağlam von Samsunspor verpflichtet. Von 1993 bis 1996 war Christoph Daum Trainer von Beşiktaş. Unter ihm wurde der Verein 1994 Pokalsieger und 1995 Meister. Nach seinem Abgang kamen Trainer wie Rasim Kara, Karl-Heinz Feldkamp, Hans-Peter Briegel und Nevio Scala. Im Juli 1995 meldete sich der Verein, als einer von wenigen Fußballklubs weltweit, an der Börse an. In der Saison 1995/1996, wurde der deutsche Nationalspieler und spätere Europameister Stefan Kuntz vom 1. FC Kaiserslautern verpflichtet. Dort erreichte er mit seiner neuen Mannschaft den dritten Platz in der Süper Lig und erzielte neun Tore in 30 Spielen. Beşiktaş traf im Türkiye Kupası 1997/98 zum vierten Mal auf den Erzrivalen Galatasaray. In einem packenden Spiel das 1:1 unentschieden endete, besiegten die schwarzen Adler, CimBom mit 4:2 im Elfmeterschießen und gewannen den Pokal zum 5. Mal. In der Saison 1997/98 spielten die schwarzen Adler zum ersten Mal in der Gruppenphase der UEFA Champions League. Mit dem walisischen Trainer John Toshack, traf man in der Gruppe auf Bayern München, Paris Saint-Germain und IFK Göteborg. Man beendete trotz der Siege gegen PSG bzw. Göteborg, die Gruppe als dritter und verabschiedete sich vom Europapokal.

### 2000er Jahre
| Beşiktaş in der Süper Lig |       |        |       |
| Saison                    | Platz | Punkte | Tore  |
| 1999/00                   | 02    | 75     | 74:27 |
| 2000/01                   | 04    | 64     | 68:48 |
| 2001/02                   | 03    | 62     | 69:39 |
| 2002/03                   | 01    | 85     | 63:21 |
| 2003/04                   | 03    | 62     | 65:45 |
| 2004/05                   | 04    | 69     | 70:39 |
| 2005/06                   | 03    | 54     | 52:39 |
| 2006/07                   | 02    | 61     | 43:32 |
| 2007/08                   | 03    | 73     | 58:32 |
| 2008/09                   | 01    | 71     | 60:30 |

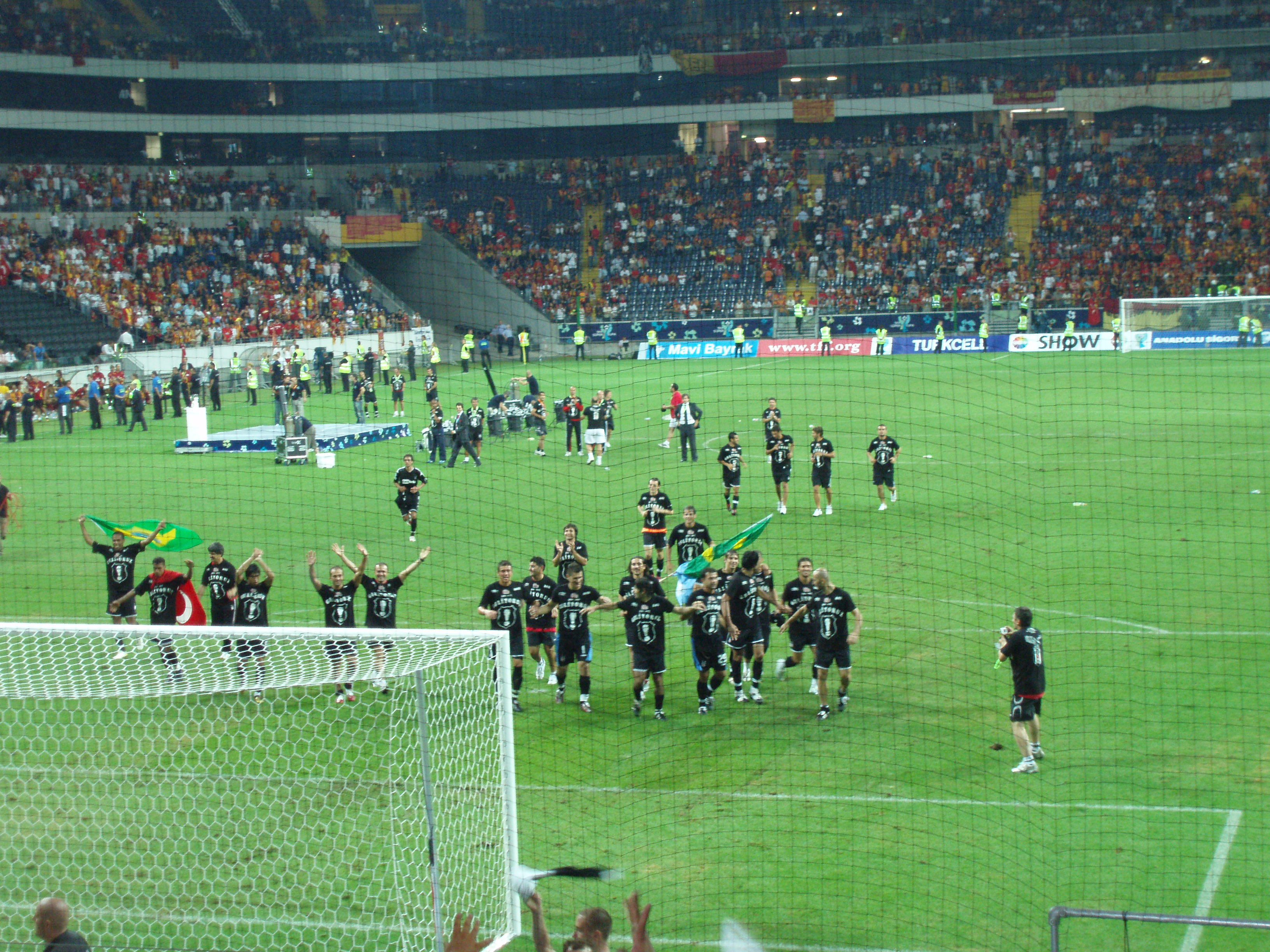
Beşiktaş feiert den Supercup 2006 in der Commerzbank-Arena

In der Saison 2000/01 konnte sich Beşiktaş nach einigen Jahren Abstinenz wieder in der Champions League behaupten. Nach einer klaren 1:4-Niederlage am ersten Spieltag gegen die AC Mailand durften sich die Fans der schwarzen Adler über einen 3:0-Heimsieg gegen den FC Barcelona freuen. Trotzdem musste sich Beşiktaş in dieser Saison vom Europapokal verabschieden.
Ab der Saison 2001/02 war Daum erneut Trainer bei Beşiktaş, löste jedoch den Vertrag im Zuge eines juristischen Nachspiels wegen seines illegalen Kokain-Konsums nach einem Jahr wieder auf. Unter seinem Nachfolger Mircea Lucescu wurde Beşiktaş unter anderem mit den zurückgekehrten Fanlieblingen Pascal Nouma und Sergen Yalçın in der Saison 2002/03 zum 100-jährigen Vereinsjubiläum türkischer Meister und erreichte im UEFA-Pokal das Viertelfinale, wo man gegen Lazio Rom ausschied. In dieser Saison gelang es Beşiktaş, alle vier Duelle gegen die großen Rivalen Fenerbahçe und Galatasaray zu gewinnen.
Im Juni 2004 wechselte Vicente del Bosque mit seinem gesamten Trainerstab von Real Madrid an den Bosporus, jedoch blieb er nur sieben Monate im Amt. Auch sein Nachfolger Rıza Çalımbay wurde bereits im Sommer 2005 mangels Erfolgs wieder entlassen. Für ihn kam der vormalige französische Nationalspieler Jean Tigana. Nachdem er mit Beşiktaş zweimal den türkischen Pokal und einmal den türkischen Supercup im Jahre 2006 geholt hatte, der in Frankfurt am Main und damit zum ersten Mal außerhalb der Türkei ausgespielt wurde, wurde sein Vertrag am 17. April 2007 aufgelöst, da Erfolge international und in der Liga ausblieben.
Sein Nachfolger Ertuğrul Sağlam war 2007 der erste türkische Trainer, der Beşiktaş in die Champions League führte. Genau in diesem Wettbewerb brachen die Beşiktaş-Fans am 24. Oktober 2007 im Champions-League-Spiel gegen den FC Liverpool mit 132 Dezibel den Lautstärke-Weltrekord in Fußballstadien. Am 7. Oktober 2008 gab Sağlam nach einer 4:1-Niederlage im UEFA-Pokal gegen Metalist Charkiw seinen Rücktritt bekannt. Sein Nachfolger wurde Mustafa Denizli, der zuvor auch schon die Lokalrivalen Fenerbahçe und Galatasaray sowie die türkische Nationalmannschaft trainiert hatte. Er wurde im ersten Jahr Meister und Pokalsieger und holte somit zum zweiten Mal das Double in der Klubgeschichte. Somit gelang es ihm, mit allen drei Istanbuler Spitzenklubs Meister zu werden. Im zweiten Jahr beendete Beşiktaş unter Denizli die Saison als Tabellenvierter.

### 2010er Jahre
| Beşiktaş in der Süper Lig |       |        |       |
| Saison                    | Platz | Punkte | Tore  |
| 2009/10                   | 04    | 64     | 47:25 |
| 2010/11                   | 05    | 54     | 53:36 |
| 2011/12                   | 04    | 55     | 50:39 |
| 2012/13                   | 03    | 58     | 63:49 |
| 2013/14                   | 03    | 62     | 53:33 |
| 2014/15                   | 03    | 69     | 55:32 |
| 2015/16                   | 01    | 79     | 75:35 |
| 2016/17                   | 01    | 77     | 73:30 |
| 2017/18                   | 04    | 71     | 69:30 |
| 2018/19                   | 03    | 65     | 72:46 |

Im Juni 2010 gab Mustafa Denizli aus gesundheitlichen Gründen seinen Rücktritt bekannt. Für den freigewordenen Trainerposten wurde Bernd Schuster verpflichtet, der auch den ehemaligen spanischen Nationalspieler Guti vom spanischen Rekordmeister Real Madrid zum Bosporus mitbrachte. Schuster unterschrieb einen Zweijahresvertrag. Dieser wurde von ihm am 15. März 2011 vorzeitig aufgelöst. Daraufhin übernahm der ehemalige BJK-Profi Tayfur Havutçu das Amt und führte Beşiktaş zum neunten nationalen Pokalerfolg in der Geschichte des Vereins.
Im Rahmen der Ermittlungen zur Verwicklung des Vereins in den Manipulationsskandal im türkischen Fußball 2011 wurde Tayfur Havutçu in Untersuchungshaft genommen, blieb jedoch zunächst im Traineramt. Der zuvor als Co-Trainer vorgesehene Carlos Carvalhal übernahm am 2. August 2011 den Cheftrainerposten. Zur Saison 2012/2013 wurde Samet Aybaba als Cheftrainer verpflichtet, den zur Saison 2013/14 der ehemalige kroatische Nationaltrainer Slaven Bilić ablöste.
Wegen finanzieller Schwierigkeiten wurde Beşiktaş für die Saison 2012/2013 aus der UEFA Europa League ausgeschlossen. Unmittelbar nach der Entscheidung verlor die Aktie des Vereins neun Prozentpunkte ihres Werts. Eine Klage vor dem CAS blieb erfolglos. Beşiktaş rief die Saison 2012/2013 inoffiziell als die FEDA Sezonu (Opfer-Saison) aus. Damit startete Beşiktaş eine Sparmaßnahme, die noch bis in die Saison 2014/2015 anhielt, und viele Spieler wie Fabian Ernst, Simao und Ricardo Quaresma mussten die Mannschaft verlassen.
Wegen dieses Manipulationsskandals in der Süper Lig aus der Saison 2010/11 verhängte die Kontroll- und Disziplinarkammer der UEFA über Beşiktaş ein Startverbot in der Europa League für die Saison 2013/14.
Zur Saison 2015/16 übernahm der ehemalige türkische Nationaltrainer Trainer Şenol Güneş die Mannschaft. Zudem wurde am 30. Juli 2015 der deutsche Nationalspieler Mario Gómez bis zum Ende der Saison 2015/16 von der AC Florenz an Beşiktaş Istanbul verliehen. Sein Ligadebüt gab er am 16. August 2015 beim 5:2-Sieg im Auswärtsspiel gegen Mersin İdman Yurdu. Mit ihm gewann Beşiktaş am vorletzten Spieltag nach sieben Jahren wieder die Türkische Meisterschaft. Am 33. Spieltag gewannen die schwarzen Adler mit 3:1 gegen Osmanlıspor FK und machten damit die Meisterschaft vor dem Erzrivalen Fenerbahçe perfekt. Beşiktaş feierte damit seinen insgesamt 14. Titel in der Liga. Mario Gómez wurde mit 26 Toren Torschützenkönig der Süper Lig und hatte somit großen Anteil an der Meisterschaft.
Am 10. Dezember 2016 war die Umgebung der Vodafone-Arena Ziel zweier Bombenanschläge. Gegen 22:29 Uhr Ortszeit, nach Beendigung des Erstligaspiels zwischen Beşiktaş und Bursaspor, explodierte eine Autobombe. Nur 45 Sekunden später sprengte sich ein Mann im nahe gelegenen Macka-Park in die Luft, als er von einer Gruppe Polizisten angehalten wurde. Bei den Anschlägen starben mindestens 38 Menschen, darunter 30 Polizisten. Mehr als 150 Menschen wurden verletzt.
Am 28. Mai 2017 gelang Şenol Güneş und seinen schwarzen Adlern ein Erfolg wie 25 Jahre zuvor, nämlich die Titelverteidigung. Diese war das letzte Mal im Jahre 1992 gelungen. Zudem sicherte man sich beim 0:4-Sieg beim bereits abgestiegenen Gaziantepspor die 15. Meisterschaft und somit den 3. Meisterstern. Damit ist Şenol Güneş der 4. türkische Trainer, dem dies in der Ligahistorie gelungen ist. Platz zwei der Meisterschaft belegte Istanbul Başakşehir.
Am 21. November 2017 gelang den schwarzen Adlern mit einem 1:1 gegen den FC Porto zum ersten Mal in der Vereinsgeschichte und als erstem türkischem Team überhaupt als Gruppensieger der Einzug ins Achtelfinale der Champions League. Darüber hinaus gelang Beşiktaş am 6. Dezember mit einem 2:1 über RB Leipzig der Gruppensieg ohne Niederlage und mit 14 Punkten – der höchste Punktestand für eine türkische Mannschaft. Im Achtelfinale war gegen den FC Bayern München Endstation (5:0; 1:3).
Die Saison 2017/18 erreichten die schwarzen Adler ihr Ziel, ein drittes Mal hintereinander Meister zu werden, nicht. Am Ende blieb es bei einem enttäuschenden vierten Platz. Im nationalen Pokal schied man im Halbfinale gegen den Erzrivalen Fenerbahçe aus. In einem spannenden Hinspiel trennte man sich 2:2-Unentschieden. Das hitzige Rückspiel wurde in der 57. Minute nach Zuschauerausschreitungen und einer Kopfverletzung von Beşiktaş-Trainer Şenol Güneş abgebrochen. Das Spiel sollte eine Woche später ab der 57. Minute wieder angepfiffen werden. Aus Protest gegen diese umstrittene Entscheidung beschloss der Vorstand von Beşiktaş, nicht anzutreten. Das Spiel wurde dementsprechend 3:0 für Fenerbahçe gewertet.
In der Saison 2018/19 erfüllte man trotz einer sehr guten Rückrunde die Erwartungen nicht. In der Meisterschaft erreichte man nur den dritten Platz. Im Pokal war man wegen der Ereignisse der Vorsaison gesperrt und in der UEFA Europa League schied man in der Gruppenphase aus.

### 2020er Jahre
| Beşiktaş in der Süper Lig |       |        |       |
| Saison                    | Platz | Punkte | Tore  |
| 2019/20                   | 03    | 62     | 59:40 |
| 2020/21                   | 01    | 84     | 89:44 |
| 2021/22                   | 06    | 59     | 56:48 |
| 2022/23                   | 03    | 78     | 78:36 |
| 2023/24                   | 06    | 56     | 52:47 |
| 2024/25                   | 04    | 62     | 59:36 |

In der Saison 2019/20 wollten die Schwarz-Weißen ihrem Titelanspruch weiterhin gerecht werden und verpflichteten unter anderem Burak Yılmaz und Kevin-Prince Boateng, der in der zweiten Saisonhälfte von der AC Florenz ausgeliehen wurde. Neuer Trainer wurde Abdullah Avcı, der vom Ligakonkurrenten Istanbul Başakşehir FK verpflichtet wurde. Doch Avcı konnte die Anforderungen nicht erfüllen, nachdem man im nationalen Pokal und im Europapokal ausgeschieden war. Nach der Entlassung von Avcı wurde der ehemalige BJK-Spieler Sergen Yalçın als Nachfolger verpflichtet. Trotz vieler Verletzungssorgen bzw. Corona-Infektionen (u. a. Adem Ljajić, Umut Nayir) beendete Beşiktaş die Saison nach der Wiederaufnahme des Spielbetriebs aufgrund der COVID-19-Pandemie als Dritter. Da Vizemeister Trabzonspor wegen des Financial Fairplay von der UEFA für die Saison 2020/21 für den Europapokal gesperrt wurde, konnte Beşiktaş als Dritter an der Champions-League-Qualifikation teilnehmen.
Die Saison 2020/21 begann nicht wie erhofft für Beşiktaş. Nachdem man in der Champions-League-Qualifikation gegen den griechischen Vertreter PAOK Saloniki ausgeschieden war und auch im darauffolgenden Qualifikationsspiel in der UEFA Europa League gegen Rio Ave FC die Segel gestrichen hatte, konzentrierte man sich voll und ganz auf die Liga. Nachdem man im ersten Spiel gegen den Mitfavoriten Trabzonspor auswärts einen 3:1-Sieg eingefahren hatte, konnten die schwarzen Adler in den darauffolgenden Spielen nicht die gewünschten Erfolge abliefern. Dennoch rappelte sich Beşiktaş auf und eroberte nach einigen sehr guten Spielen die Tabellenspitze. Auch im nationalen Pokal hatte man sich durch gute Leistungen bis ins Finale gekämpft, das man in İzmir gegen Antalyaspor mit 2:0 gewann, wodurch man seinen zehnten Pokal-Erfolg und das erste Double seit 2009 feiern konnte. Die Führung in der Süper Lig konnte man bis zum letzten Spieltag verteidigen und ging mit dem direkten Verfolger Galatasaray punktgleich, aber mit der besseren Tordifferenz, in den letzten Spieltag. Nach einer spannenden Partie in İzmir gegen Göztepe, die man mit 2:1 gewann, holte man seinen 16. Meistertitel mit der besseren Tordifferenz gegenüber Galatasaray. Nachdem der Champions-League-Sieger FC Chelsea in der Premier League seinen Turnierplatz für die Folgesaison durch den Tabellenplatz gesichert hatte, wurde klar, dass die schwarzen Adler in dieser Spielzeit ohne Qualifikation in die Gruppenphase einziehen würden. Die Mannschaft wurde der Gruppe C und somit Borussia Dortmund, Sporting Lissabon und Ajax Amsterdam zugelost.
Nach mehreren erfolglosen Spielen in der Süper Lig und in der Champions League, in der man mit null Punkten ausschied und mit einem Torverhältnis von 3:19 die schlechteste türkische Mannschaft in der Geschichte der Champions League wurde, trennte man sich von Trainer Sergen Yalçın. In der Winterpause spielte das Team unter Interimstrainer Önder Karaveli den Türkischen Supercup gegen Antalyaspor in Katar aus. Das Spiel endete nach Verlängerung 1:1 unentschieden. Im Elfmeterschießen setzte sich Beşiktaş mit 4:2 Toren durch und gewann den Pokal und somit zum ersten Mal das Triple in der Vereinsgeschichte.
Ende März 2022 trennte man sich einvernehmlich vom Interimscoach Önder Karaveli und verpflichtete den ehemaligen Bundesliga-Profi Valérien Ismaël als neuen Chefcoach. Die Saison 2021/22 beendete Beşiktaş auf einem enttäuschenden sechsten Platz. Da man schon zuvor aus dem Pokalwettbewerb geflogen war und sich nicht unter den Top 4 der Liga platziert hatte, qualifizierte man sich nicht für einen Europapokalplatz.
Nach nur sieben Monaten wurde Valérien Ismaël als Chefcoach wegen Erfolglosigkeit entlassen und mit Şenol Güneş ein ehemaliger Meistertrainer zurückgeholt. In der 120-jährigen Geschichte des Klubs beendete Beşiktaş nach einer turbulenten Saison, die unter anderem von einem großen Erdbeben in der Türkei überschattet wurde und in der es wegen der Präsidentschaftswahl zu Spielverschiebungen kam, die Saison als Dritter und qualifizierte sich zum ersten Mal für die UEFA Europa Conference League.
Nach anhaltenden enttäuschenden Ergebnissen auf nationaler wie internationaler Bühne musste der Trainer Şenol Güneş Anfang Oktober 2023 seinen Hut nehmen. Auch mit Co-Trainer Burak Yılmaz konnte man weder national noch international die geforderten Erfolge verbuchen. Somit trennte man sich vom Interimscoach. Anfang November 2023 präsentierte die Vereinsführung Rıza Çalımbay als neuen Trainer. Für Çalımbay wäre es nach der Saison 2005/06 seine zweite Amtszeit für die schwarzen Adler gewesen, doch nach vielen schwachen Spielen trennte man sich nach nur sieben Wochen von ihm. Als Interimscoach verpflichtete man den ehemaligen Spieler Serdar Topraktepe. Nach langen anhaltenden sportlichen Misserfolgen in der Süper Lig und nach langer Suche einigte man sich Anfang Januar 2024 unter dem neuen Präsidenten Hasan Arat mit dem portugiesischen Europameistertrainer von 2016, Fernando Santos, als neuem Cheftrainer, der aber auch nicht die gewünschten Erfolge vorweisen konnte und Mitte April 2024 entlassen wurde. Als Interimscoach verpflichtete man zeitgleich wieder den ehemaligen Spieler Serdar Topraktepe, der trotz einem enttäuschenden sechsten Platz in der Süper Lig mit einem 3:2-Sieg gegen Trabzonspor im türkischen Pokalfinale seinen ersten Pokalerfolg als Trainer feiern konnte. Serdar Topraktepe ist damit der dritte Trainer nach Tayfur Havutçu und Sergen Yalçın, der als Spieler wie auch als Trainer für Beşiktaş den türkischen Pokal gewinnen konnte. Anfang Juni 2024 wurde mit dem Niederländer Giovanni van Bronckhorst ein neuer Cheftrainer verpflichtet.
Unter anderem konnte der Kader mit den Stars Ciro Immobile von Lazio Rom und Rafa Silva von Benfica Lissabon verstärkt werden. Mit dem verstärkten Kader gewann das Team unter dem neuen Trainer Anfang August 2024 im Supercup-Finale gegen den Erzrivalen Galatasaray spektakulär mit 5:0 und holte sich zum 10. Mal den Pokal.
Die Saison 2024/25 begann zuallererst recht erfolgreich für die schwarzen Adler, da man bis zum 10. Spieltag ungeschlagen in die Liga startete. Erst eine Derby-Niederlage gegen den Erzrivalen Galatasaray, beendete die Serie. Infolgedessen begann eine eher schlechte Saison für das Team von Cheftrainer Giovanni van Bronckhorst. Dieser wurde dann im späteren Verlauf wegen Erfolglosigkeit Ende November 2024 entlassen. Als Ersatz wurde Serdar Topraktepe als Interimstrainer, wie schon in der Vorsaison, eingestellt. Ab diesem Zeitpunkt begann eine turbulente Zeit für die Schwarz-Weißen. Präsident Ahmet Nur Çebi gab infolgedessen der negativen Ergebnisse in der Liga und in Europa seinen Rücktritt bekannt. Neuer Präsident wurde der Geschäftsmann Serdal Adalı. Auch ein neuer Trainer wurde mit dem ehemaligen Spieler und Trainer von Manchester United, Ole Gunnar Solskjær engagiert. Beşiktaş beendete die Spielzeit auf dem vierten Platz und muss in die Vorqualifikation in die Europa League 2025/26 starten.

## Abteilungen
Neben Fußball gibt es bei Beşiktaş Istanbul die folgenden Abteilungen:
| Aktive Sportarten                    | Inaktive Sportarten |
| ------------------------------------ | ------------------- |
| Basketball (Beşiktaş Integral Forex) | Hockey              |
| Handball                             | Bogenschießen       |
| Volleyball                           | Gewichtheben        |
| Tischtennis                          | Judo                |
| Leichtathletik                       | Wassersport         |
| Boxen                                | Billard             |
| Ringen                               | Reiten              |
| Gymnastik                            | Radsport            |
| Motorsport                           | Fechten             |
| Rudern                               | Tauziehen           |
| e-Sports                             | Bergsteigen         |
| Behindertensport                     | Schach              |
| Bridge                               | Wintersport         |

### Handball
Beşiktaş Istanbul ist türkischer Handballrekordmeister und -pokalsieger. Die Mannschaft spielt regelmäßig international.
Größte Erfolge:
- 18× Meister: 1981, 1982, 2005, 2007, 2009, 2010, 2011, 2012, 2013, 2014, 2015, 2016, 2017, 2018, 2019, 2022, 2024, 2025
- 17× Pokalsieger: 1999, 2001, 2005, 2006, 2009, 2010, 2011, 2012, 2014, 2015, 2016, 2017, 2018, 2019, 2023, 2024, 2025
- EHF Champions League: Gruppenphase 2014/15
- EHF-Pokal: Achtelfinale 1998/99, 2005/06 und 2011/12
- Europapokal der Pokalsieger: 3. Runde 1999/2000, 2001/02 und 2006/07
- EHF Challenge Cup: Halbfinale 2008/09
- Euro-City-Cup: 3. Runde 1994/95 und 1995/96

### Frauenfußball
Die Frauenfußballabteilung von Beşiktaş (türkisch: Beşiktaş Jimnastik Kulübü Vodafone Kadın Futbol Takımı) ist die offizielle Abteilung von Beşiktaş für den Frauenfußball. In der Saison 2014/15 wurde die Frauenmannschaft von Beşiktaş der untersten Liga, der Dritten Fußballliga der türkischen Frauen, zugeordnet. Sie beendeten die Liga als Meister und stiegen nach den Play-offs in die zweite Liga der Frauen auf.
Ab 2021 wird das Team vom Mobilfunkunternehmen Vodafone Turkey gesponsert. Zu Beginn der Saison 2021/22 gründete die TFF die Women’s Super League, an der 24 Teams teilnahmen konnten und in zwei Gruppen aufgeteilt wurden. Das Team von BJK, das in der Saison 2021/22 in der Women’s Super League in der Gruppe A antrat, beendete die Gruppe auf dem 2. Platz und konnte somit an den Play-offs teilnehmen und dementsprechend gegen Konak Belediyespor in den Playoff-Viertelfinals spielen und den Gegner eliminieren. Im Halbfinale allerdings schied die Mannschaft gegen den Rivalen ALG SK aus und beendete somit die Saison.

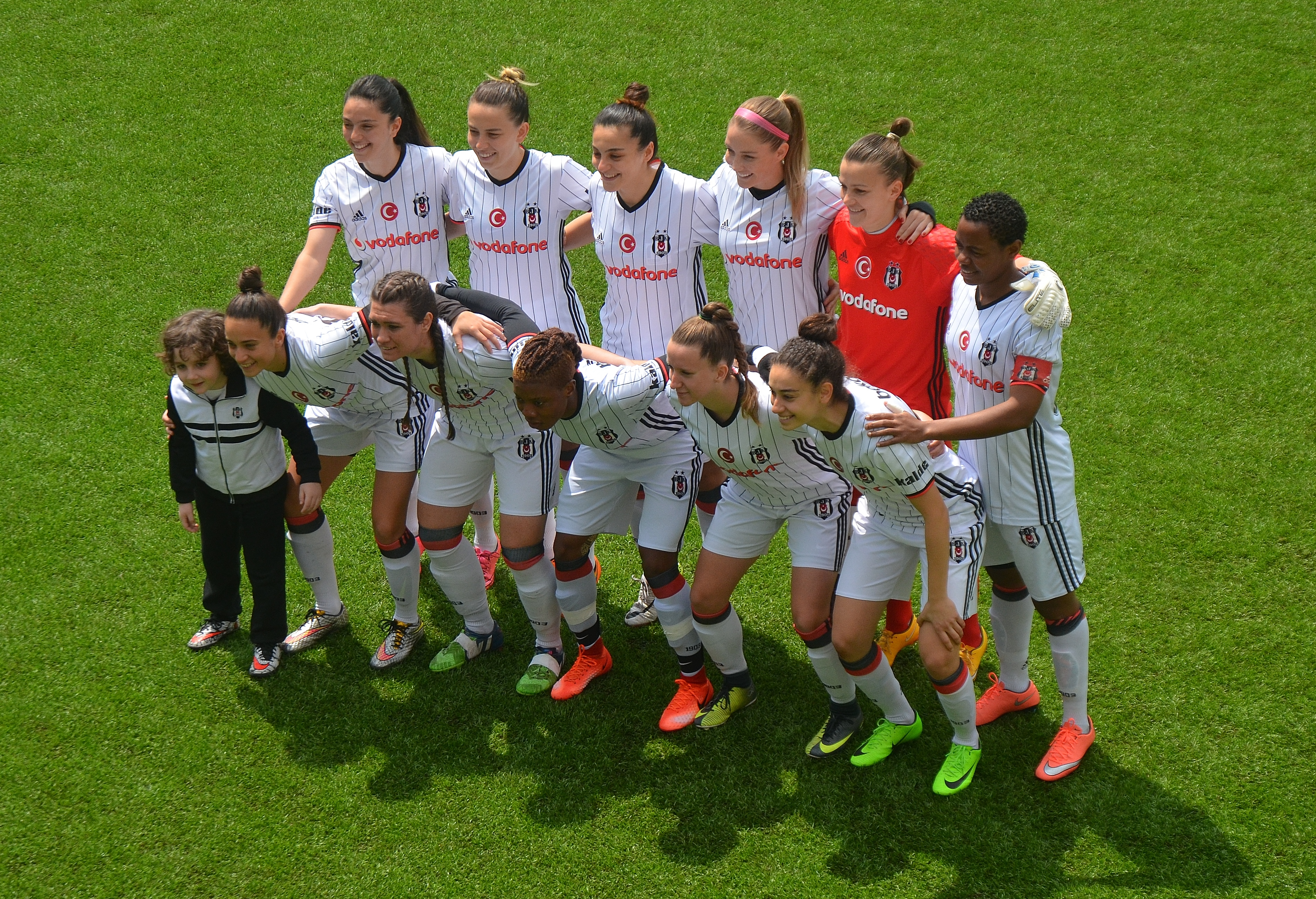
Beşiktaş J.K. im Play-off-Spiel gegen Antalya Spor in der Saison 2016/2017.
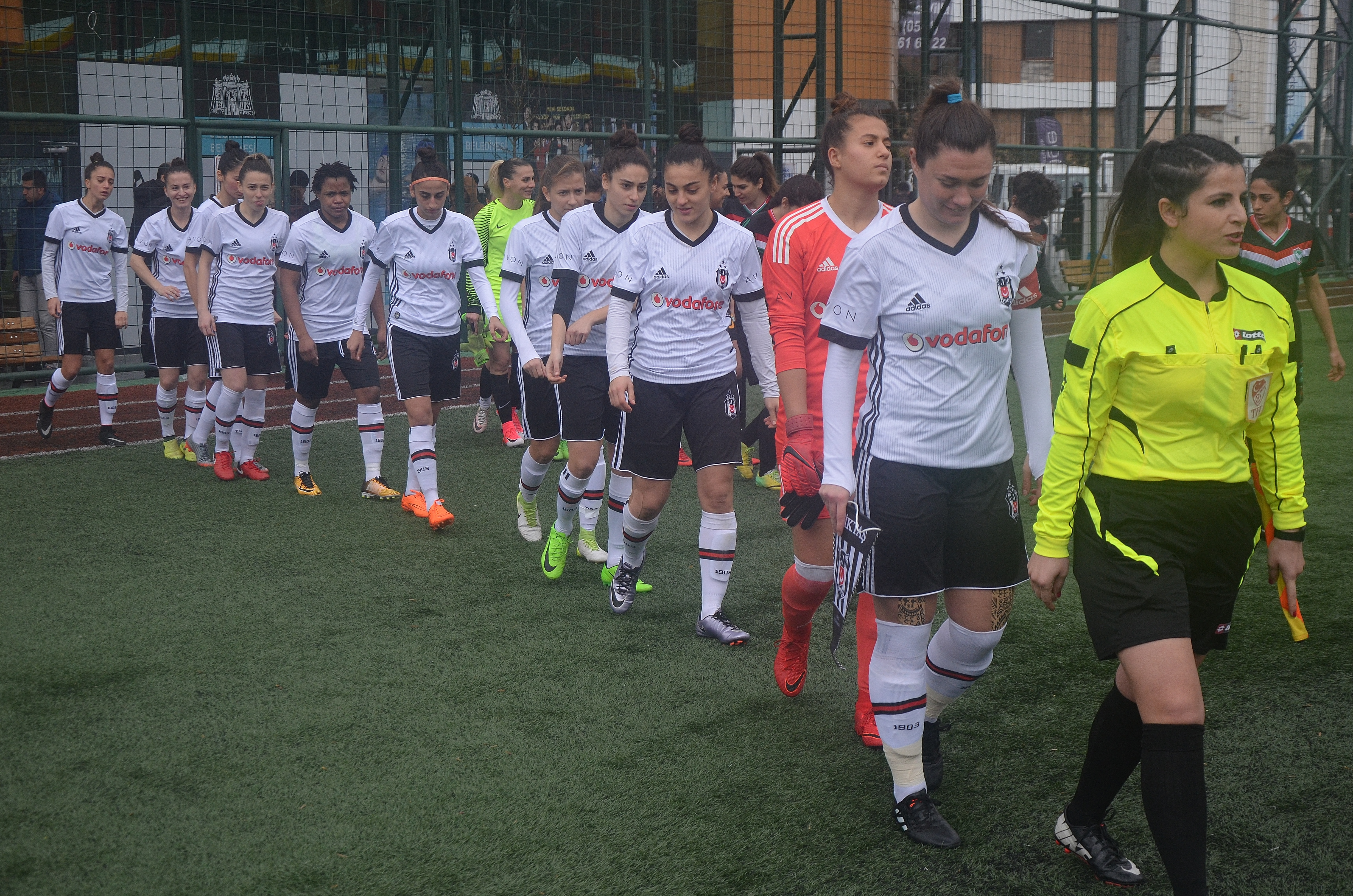
Beşiktaş J.K. Team in der Saison 2017/2018 gegen Amed S.K.
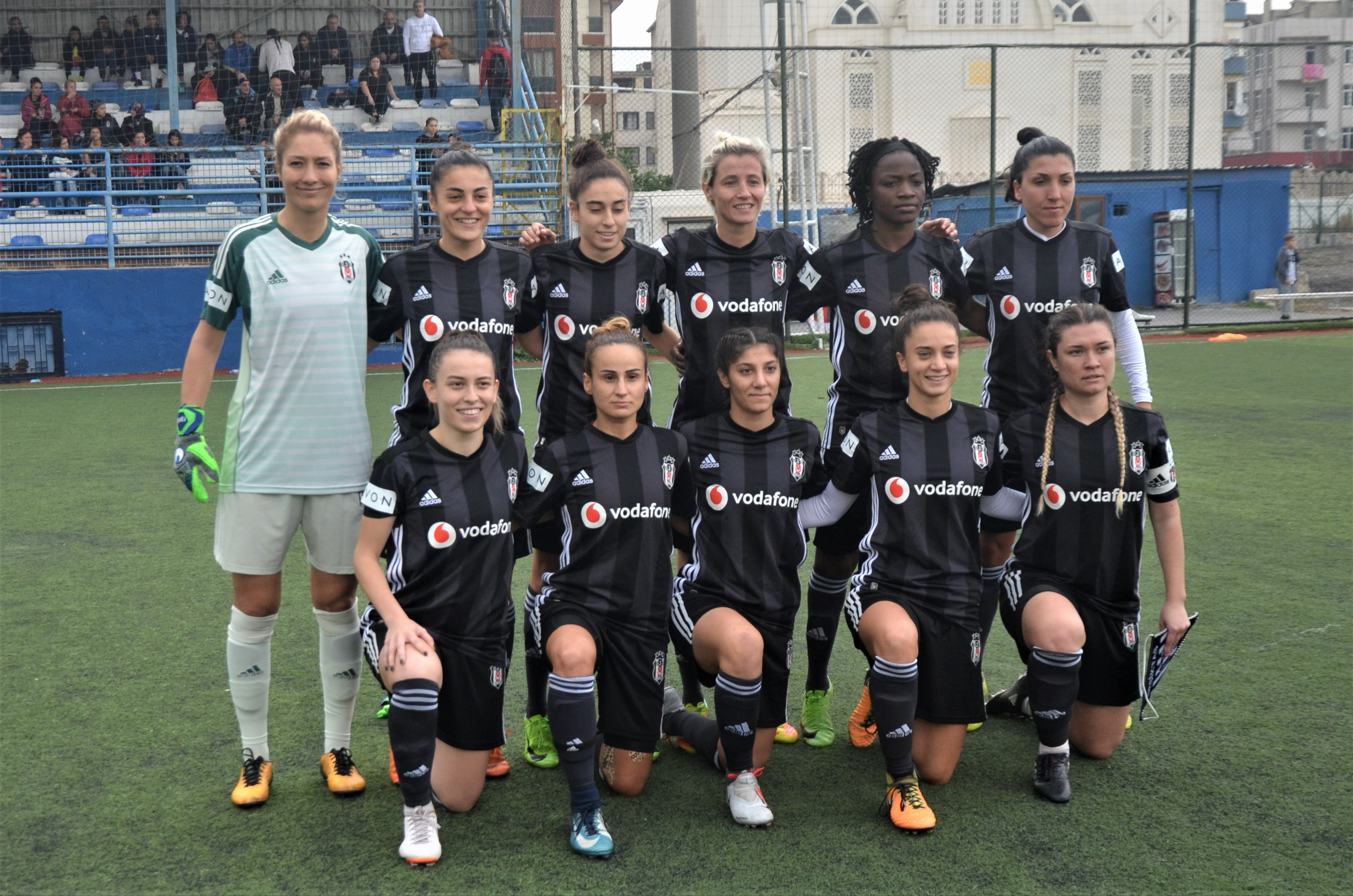
Beşiktaş J.K. Frauenmannschaft 2018/2019 gegen Ataşehir Belediyespor.
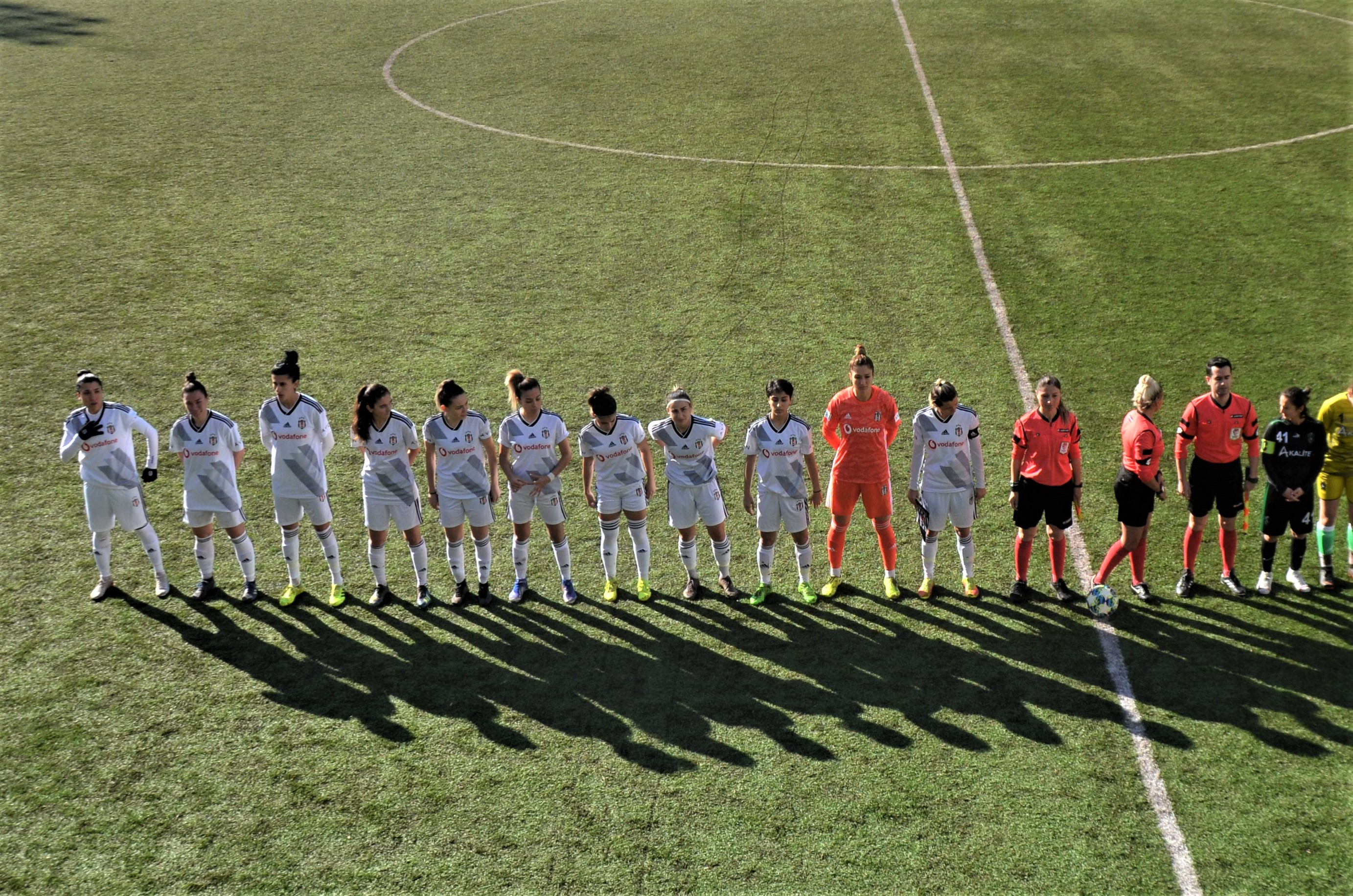
Beşiktaş J.K. Frauenmannschaft 2019/2020 gegen Kocaeli Bayan FK.
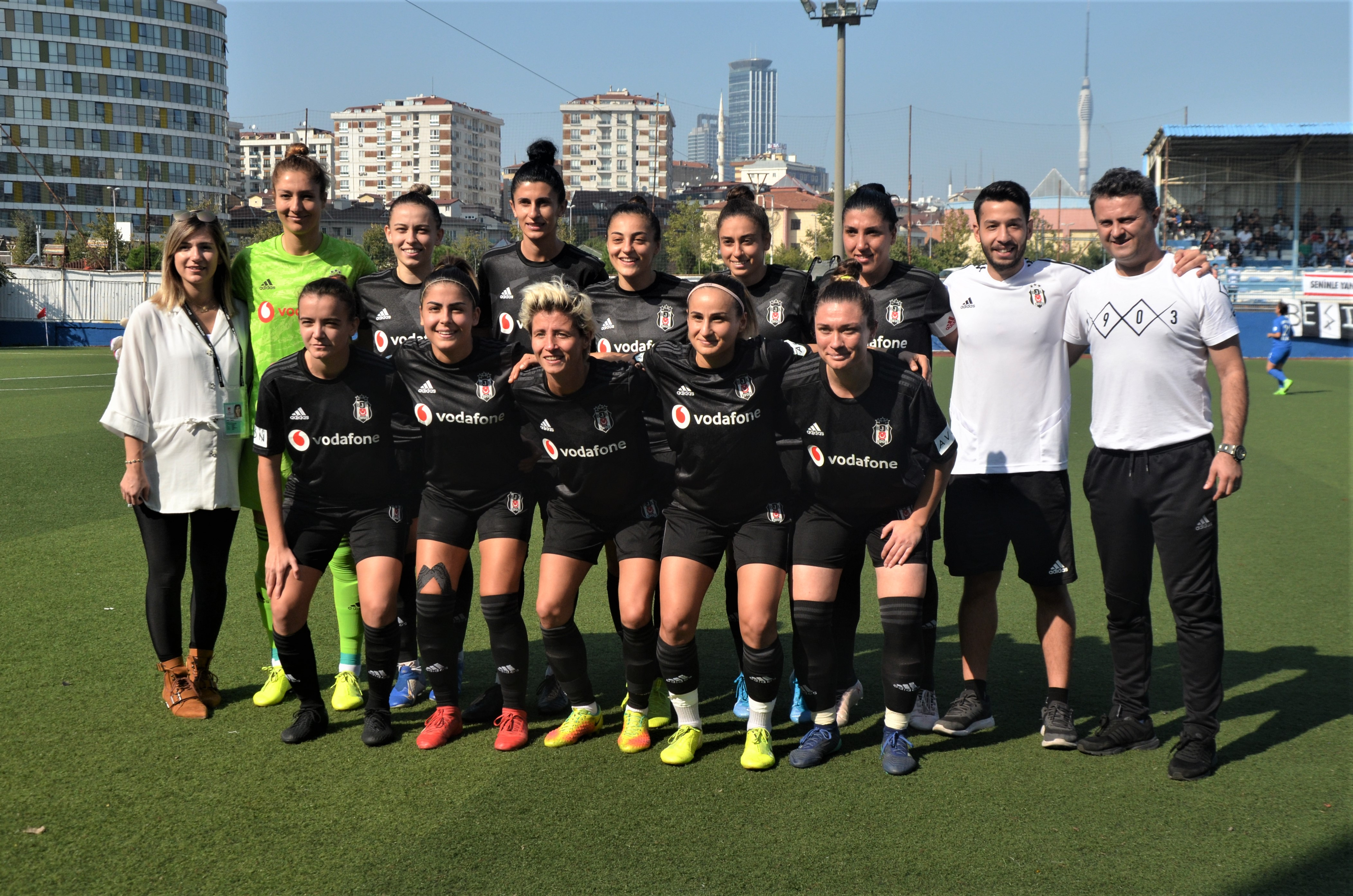
Beşiktaş J.K. Frauenmannschaft 2019/2020 gegen Ataşehir Belediyespor.

#### Erfolge
- 2× Meister der ersten Liga: 2018/19, 2020/21
- 1× Meister der zweiten Liga: 2015/16
- 1× Meister der dritten Liga: 2014/15
- 1× Sieger im Nationalpokal: 2015/16

### Jugendabteilung

#### BJK Fußballschulen
Beşiktaş eröffnete in den letzten Jahren viele Fußballakademien, um die Nachwuchsarbeit nachhaltig zu fördern. Neben den 26 Fußballakademien in der Türkei gibt es mehrere in Europa, Australien und Afrika.
- Australien: Melbourne
- Schweiz: Zürich
- Zypern: Nikosia
- Deutschland: Berlin, Hamburg, Koblenz und Frankfurt am Main
- England: London
- Nigeria: Ibadan
- Niederlande: Amsterdam
- Portugal: Lissabon

### Fußball

#### Kader Saison 2024/25
| Nr. |                         | Position | Name                    |
| --- | ----------------------- | -------- | ----------------------- |
| 2   | Norwegen                | AB       | Jonas Svensson          |
| 3   | Brasilien               | AB       | Gabriel Paulista        |
| 4   | Turkei                  | AB       | Onur Bulut              |
| 5   | Turkei                  | AB       | Tayyip Talha Sanuç      |
| 6   | Bosnien und Herzegowina | MF       | Amir Hadžiahmetović     |
| 7   | Kosovo                  | MF       | Milot Rashica           |
| 8   | Turkei                  | MF       | Salih Uçan              |
| 9   | Turkei                  | ST       | Semih Kılıçsoy          |
| 10  | Ecuador                 | ST       | Keny Arroyo             |
| 14  | Deutschland             | AB       | Felix Uduokhai          |
| 15  | England                 | MF       | Alex Oxlade-Chamberlain |
| 17  | Italien                 | ST       | Ciro Immobile           |
| 18  | Portugal                | MF       | João Mário              |
| 19  | Turkei                  | MF       | Arda Kılıç              |
| 20  | Turkei                  | MF       | Necip Uysal ()          |

| Nr. |                              | Position | Name                 |
| --- | ---------------------------- | -------- | -------------------- |
| 22  | Kasachstan                   | MF       | Baqtijar Sainutdinow |
| 23  | Albanien                     | MF       | Ernest Muçi          |
| 26  | Kongo Demokratische Republik | AB       | Arthur Masuaku       |
| 27  | Portugal                     | MF       | Rafa Silva           |
| 30  | Turkei                       | TW       | Ersin Destanoğlu     |
| 34  | Turkei                       | TW       | Mert Günok           |
| 44  | Turkei                       | AB       | Fahri Ay             |
| 53  | Turkei                       | AB       | Emirhan Topçu        |
| 77  | Kolumbien                    | MF       | Élan Ricardo         |
| 79  | Turkei                       | MF       | Emrecan Terzi        |
| 83  | Portugal                     | MF       | Gedson Fernandes     |
| 91  | Turkei                       | MF       | Mustafa Hekimoğlu    |
| 93  | Turkei                       | MF       | Arda Berk Özüarap    |
| 94  | Turkei                       | TW       | Göktuğ Baytekin      |
| 96  | Turkei                       | TW       | Emir Yaşar           |

Letzte Aktualisierung: 17. März 2025

## Präsidenten
Eine chronologische Übersicht über alle Präsidenten des Vereins seit Gründung.
| Amtszeit  | Präsident           |
| --------- | ------------------- |
| 1903–1908 | Mehmet Şamil        |
| 1908–1911 | Şükrü Paşa          |
| 1911–1918 | Fuat Paşa           |
| 1918–1923 | Fuat Balkan         |
| 1923–1924 | Salih Bey           |
| 1924–1926 | Ahmet Fetgeri Aşeni |
| 1926–1928 | Fuat Balkan         |
| 1928–1930 | Ahmet Fetgeri Aşeni |
| 1930–1932 | Emin Şükrü Kunt     |
| 1932–1935 | A. Ziya Karamürsel  |
| 1935–1938 | Fuat Balkan         |
| 1938–1939 | A. Ziya Karamürsel  |

| Amtszeit  | Präsident               |
| --------- | ----------------------- |
| 1939–1941 | Yusuf Ziya Erdem        |
| 1941–1942 | A. Ziya Karamürsel      |
| 1942–1950 | A. Ziya Kozanoğlu       |
| 1950–1950 | Ekrem Amaç              |
| 1950–1952 | Salih Fuat Keçeci       |
| 1952–1955 | Abdullah Ziya Kozanoğlu |
| 1955–1956 | Tahir Söğütlü           |
| 1956–1957 | Danyal Akbel            |
| 1957–1957 | Ferhat Nasır            |
| 1957–1958 | Nuri Togay              |
| 1958–1958 | Enver Kaya              |
| 1959–1960 | Nuri Togay              |

| Amtszeit  | Präsident        |
| --------- | ---------------- |
| 1960–1963 | Hakkı Yeten      |
| 1963–1964 | Selahattin Akel  |
| 1964–1966 | Hakkı Yeten      |
| 1966–1967 | Hasan Salman     |
| 1967–1968 | Hakkı Yeten      |
| 1968–1969 | Talat Asal       |
| 1969–1970 | Rüştü Erkuş      |
| 1970–1970 | Nuri Togay       |
| 1970–1971 | Agasi Şen        |
| 1971–1972 | Himmet Ünlü      |
| 1972–1973 | Şekip Okçuoğlu   |
| 1973–1977 | Mehmet Üstünkaya |

| Amtszeit  | Präsident          |
| --------- | ------------------ |
| 1977–1979 | Gazi Akınal        |
| 1979–1979 | Hüseyin Cevahir    |
| 1979–1980 | Gazi Akınal        |
| 1980–1981 | Rıza Kumruoğlu     |
| 1981–1984 | Mehmet Üstünkaya   |
| 1984–2000 | Süleyman Seba      |
| 2000–2004 | Serdar Bilgili     |
| 2004–2012 | Yıldırım Demirören |
| 2012–2019 | Fikret Orman       |
| 2019–2023 | Ahmet Nur Çebi     |
| 2023–2024 | Hasan Arat         |
| Seit 2024 | Serdal Adalı       |

## Trainer
Eine Auflistung der bisherigen Trainer:
- Şeref Bey (1911–1925)
- Imre Zinger (1925–1935)
- Refik Osman Top (1935–1944)
- Charles Howard (1944–1946)
- Refik Osman Top (1946–1948)
- Giuseppe Meazza (1948–1949)
- Hakkı Yeten (1949)
- Eric Keen (1949–1950)
- Hakkı Yeten (1950–1951)
- Alfred Cable (1951–1952)
- Sadri Usuoğlu (1952–1953)
- Sandro Puppo (1953–1954)
- Cihat Arman (1954–1956)[34][35][36][37]
- József Mészáros (1956–1957)
- Eşref Bilgiç (1957)
- Leandro Remondini (1957–1958)
- Hüseyin Saygun (1959)
- András Kuttik (1959–1960)
- Sandro Puppo (1960–1961)
- Şeref Görkey (1961)
- András Kuttik (1961–1962)
- Ljubiša Spajić (1962–1963)
- Ernst Melchior (1963–1964)
- Ljubiša Spajić (1964–1967)
- Jane Janevski (1967–1968)
- Krum Milew (1968–1969)
- Milovan Ćirić (1969–1970)
- Dumitru Teodorescu (1970–1971)
- Gündüz Kılıç (1971–1972)
- Abdulah Gegić (1972–1973)
- Metin Türel (1973–1974)
- Horst Buhtz (1974–1975)
- Gündüz Tekin Onay (1975–1976)
- İsmet Arıkan (1977)
- Miloš Milutinović (1977–1978)
- Doğan Andaç (1978–1979)
- Serpil Hamdi Tüzün (1979–1980)
- Metin Türel (1980)
- Ljubiša Spajić (1980)
- Enver Katip (1980)
- Đorđe Milić (1980–1983)
- Vural Bora (1983–1984)
- Branko Stanković (1984–1986)
- Miloš Milutinović (1986–1987)
- Gordon Milne (1987–1993)
- Christoph Daum (1993–1996)
- Rasim Kara (1996–1997)
- John Toshack (1997–1998)
- Karl-Heinz Feldkamp (1998–1999)
- Hans-Peter Briegel (1999–2000)
- Nevio Scala (2000–2001)
- Christoph Daum (2001–2002)
- Mircea Lucescu (2002–2004)
- Vicente del Bosque (2004–2005)
- Rıza Çalımbay (2005)
- Jean Tigana (2005–2007)
- Ertuğrul Sağlam (2007–2008)
- Mustafa Denizli (2008–2010)
- Bernd Schuster (2010–2011)
- Tayfur Havutçu (2011)
- Carlos Carvalhal (2011–2012)
- Tayfur Havutçu (2012–2013)
- Samet Aybaba (2012–2013)
- Slaven Bilić (2013–2015)
- Şenol Güneş (2015–2019)
- Abdullah Avcı (2019–2020)
- Sergen Yalçın (2020–2021)
- Önder Karaveli (2021–2022)
- Valérien Ismaël (2022)
- Şenol Güneş (2022–2023)
- Burak Yılmaz (2023)
- Rıza Çalımbay (2023)
- Serdar Topraktepe (2023–2024)
- Fernando Santos (2024)
- Serdar Topraktepe (2024)
- Giovanni van Bronckhorst (2024)
- Serdar Topraktepe (2024–2025)
- Ole Gunnar Solskjær (seit 2025)

## Erfolge
Vor der Ligagründung wurde in den Jahren 1957 und 1958 inoffiziell ein Wettbewerb (Federasyon Kupası) ausgerichtet, beide Spielzeiten beendete Beşiktaş Istanbul als Meister. Seit 1959 gehört die erste Mannschaft ununterbrochen der Süper Lig an. Bis heute gewann der Klub 21 Meistertitel aller türkischen Meisterschaften und wurde 11 mal türkischer Pokalsieger.

### International
- UEFA Champions League
  - Viertelfinale 1986/87
- UEFA Europa League
  - Viertelfinale 2002/03, 2016/17

### National
- Türkische Meisterschaften: 21 Meistertitel aus …[38]
  - 14 × Süper Lig (ab 1959): 1959/60, 1965/66, 1966/67, 1981/82, 1985/86, 1989/90, 1990/91, 1991/92, 1994/95, 2002/03, 2008/09, 2015/16, 2016/17, 2020/21
  - 03 × Millî Küme (1937–1950): 1941, 1944, 1947
  - 02 × Federasyon Kupası (1956–1958): 1956/57, 1957/58 (Rekord)
  - 02 × Türkiye Futbol Şampiyonası (1924–1951): 1934, 1951
- Pokal des Türkischen Sportjournalisten-Vereins: 12
  - 1964, 1965, 1971, 1972, 1974, 1983, 1984, 1988, 1989, 1990, 1993, 1996
- İstanbul Futbol Ligi: 11 (Rekord)
  - 1923/24, 1933/34, 1938/39, 1939/40, 1940/41, 1941/42, 1942/43, 1944/45, 1945/46, 1949/50, 1950/51
- Türkischer Pokal: 11
  - 1974/75, 1988/89, 1989/90, 1993/94, 1997/98, 2005/06, 2006/07, 2008/09, 2010/11, 2020/21, 2023/24
- Türkischer Supercup: 10
  - 1967, 1974, 1986, 1989, 1992, 1994, 1998, 2006, 2021, 2024
- Premierminister-Pokal: 6
  - 1944, 1947, 1974, 1977, 1988, 1997
- Spor-Toto-Pokal: 3
  - 1966, 1969, 1970
- Atatürk-Pokal: 1
  - 2000

### Europapokalbilanz
| Saison    | Wettbewerb                    | Runde                  | Gegner                  | Gesamt          | Hin        | Rück          |
| --------- | ----------------------------- | ---------------------- | ----------------------- | --------------- | ---------- | ------------- |
| 1958/59   | Europapokal der Landesmeister | Vorrunde               | Olympiakos Piräus       | 1               |            |               |
| 1958/59   | Europapokal der Landesmeister | 1. Runde               | Real Madrid             | 1:3             | 0:2 (A)    | 1:1 (H)       |
| 1960/61   | Europapokal der Landesmeister | Vorrunde               | SK Rapid Wien           | 1:4             | 0:4 (A)    | 1:0 (H)       |
| 1966/67   | Europapokal der Landesmeister | 1. Runde               | Ajax Amsterdam          | 1:4             | 0:2 (A)    | 1:2 (H)       |
| 1967/68   | Europapokal der Landesmeister | 1. Runde               | SK Rapid Wien           | 0:4             | 0:1 (H)    | 0:3 (A)       |
| 1974/75   | UEFA-Pokal                    | 1. Runde               | Steagul Roşu Braşov     | 2:3             | 2:0 (H)    | 0:3 (A)       |
| 1975/76   | Europapokal der Pokalsieger   | 1. Runde               | AC Florenz              | 0:6             | 0:3 (H)    | 0:3 (A)       |
| 1977/78   | Europapokal der Pokalsieger   | 1. Runde               | Diósgyőri VTK Miskolc   | 2:5             | 2:0 (H)    | 0:5 (A)       |
| 1982/83   | Europapokal der Landesmeister | 1. Runde               | Aston Villa             | 1:3             | 1:3 (A)    | 0:0 (H)       |
| 1984/85   | Europapokal der Pokalsieger   | 1. Runde               | SK Rapid Wien           | 2:5             | 1:4 (A)    | 1:1 (H)       |
| 1985/86   | UEFA-Pokal                    | 1. Runde               | Athletic Bilbao         | 1:5             | 1:4 (A)    | 0:1 (H)       |
| 1986/87   | Europapokal der Landesmeister | 1. Runde               | KS Dinamo Tirana        | 3:0             | 2:0 (H)    | 1:0 (A)       |
| 1986/87   | Europapokal der Landesmeister | 2. Runde               | APOEL Nikosia           | 2               |            |               |
| 1986/87   | Europapokal der Landesmeister | Viertelfinale          | Dynamo Kiew             | 0:7             | 0:5 (H)    | 0:2 (A)       |
| 1987/88   | UEFA-Pokal                    | 1. Runde               | Inter Mailand           | 1:3             | 0:0 (H)    | 1:3 (A)       |
| 1988/89   | UEFA-Pokal                    | 1. Runde               | Dinamo Zagreb           | 1:2             | 1:0 (H)    | 0:2 (A)       |
| 1989/90   | Europapokal der Pokalsieger   | 1. Runde               | Borussia Dortmund       | 1:3             | 0:1 (H)    | 1:2 (A)       |
| 1990/91   | Europapokal der Landesmeister | 1. Runde               | Malmö FF                | 4:5             | 2:3 (A)    | 2:2 (H)       |
| 1991/92   | Europapokal der Landesmeister | 1. Runde               | PSV Eindhoven           | 2:3             | 1:1 (H)    | 1:2 (A)       |
| 1992/93   | UEFA Champions League         | 1. Runde               | IFK Göteborg            | 2:3             | 0:2 (A)    | 2:1 (H)       |
| 1993/94   | Europapokal der Pokalsieger   | 1. Runde               | 1. FC Košice            | 3:2             | 1:2 (A)    | 2:0 (H)       |
| 1993/94   | Europapokal der Pokalsieger   | 2. Runde               | Ajax Amsterdam          | 1:6             | 1:2 (A)    | 0:4 (H)       |
| 1994/95   | Europapokal der Pokalsieger   | 1. Runde               | HJK Helsinki            | 3:1             | 2:0 (H)    | 1:1 (A)       |
| 1994/95   | Europapokal der Pokalsieger   | 2. Runde               | AJ Auxerre              | 2:4             | 2:2 (H)    | 0:2 (A)       |
| 1995/96   | UEFA Champions League         | Qualifikation          | Rosenborg Trondheim     | 3:4             | 0:3 (A)    | 3:1 (H)       |
| 1996/97   | UEFA-Pokal                    | Qualifikation          | FK Dinamo Minsk         | 3:2             | 1:2 (A)    | 2:0 (H)       |
| 1996/97   | UEFA-Pokal                    | 1. Runde               | RWD Molenbeek           | 3:0             | 0:0 (A)    | 3:0 (H)       |
| 1996/97   | UEFA-Pokal                    | 2. Runde               | Legia Warschau          | 3:2             | 1:1 (A)    | 2:1 (H)       |
| 1996/97   | UEFA-Pokal                    | 3. Runde               | FC Valencia             | 3:5             | 1:3 (A)    | 2:2 (H)       |
| 1997/98   | UEFA Champions League         | 2. Qualifikationsrunde | NK Maribor              | 3:1             | 0:0 (A)    | 3:1 (H)       |
| 1997/98   | UEFA Champions League         | Gruppenphase           | FC Bayern München       | 0:4             | 0:2 (A)    | 0:2 (H)       |
| 1997/98   | UEFA Champions League         | Gruppenphase           | Paris Saint-Germain     | 4:3             | 3:1 (H)    | 1:2 (A)       |
| 1997/98   | UEFA Champions League         | Gruppenphase           | IFK Göteborg            | 2:2             | 1:0 (H)    | 1:2 (A)       |
| 1998/99   | Europapokal der Pokalsieger   | 1. Runde               | FC Spartak Trnava       | 4:2             | 3:0 (H)    | 1:2 (A)       |
| 1998/99   | Europapokal der Pokalsieger   | 2. Runde               | Vålerenga Oslo          | 3:4             | 0:1 (A)    | 3:3 (H)       |
| 1999/2000 | UEFA Champions League         | 2. Qualifikationsrunde | Hapoel Haifa            | (a)1:1(a)       | 1:1 (H)    | 0:0 (A)       |
| 2000/01   | UEFA Champions League         | 2. Qualifikationsrunde | Lewski Sofia            | 2:1             | 1:0 (H)    | 1:1 (A)       |
| 2000/01   | UEFA Champions League         | 3. Qualifikationsrunde | Lokomotive Moskau       | 6:1             | 3:0 (H)    | 3:1 (A)       |
| 2000/01   | UEFA Champions League         | 1. Gruppenphase        | AC Mailand              | 1:6             | 1:4 (A)    | 0:2 (H)       |
| 2000/01   | UEFA Champions League         | 1. Gruppenphase        | FC Barcelona            | 3:5             | 3:0 (H)    | 0:5 (A)       |
| 2000/01   | UEFA Champions League         | 1. Gruppenphase        | Leeds United            | 0:6             | 0:6 (A)    | 0:0 (H)       |
| 2002/03   | UEFA-Pokal                    | 1. Runde               | FK Sarajevo             | 7:2             | 2:2 (H)    | 5:0 (A)       |
| 2002/03   | UEFA-Pokal                    | 2. Runde               | Deportivo Alavés        | 2:1             | 1:1 (A)    | 1:0 (H)       |
| 2002/03   | UEFA-Pokal                    | 3. Runde               | Dynamo Kiew             | 3:1             | 3:1 (H)    | 0:0 (A)       |
| 2002/03   | UEFA-Pokal                    | Achtelfinale           | Slavia Prag             | 4:3             | 0:1 (A)    | 4:2 (H)       |
| 2002/03   | UEFA-Pokal                    | Viertelfinale          | Lazio Rom               | 1:3             | 0:1 (A)    | 1:2 (H)       |
| 2003/04   | UEFA Champions League         | Gruppenphase           | Lazio Rom               | 1:3             | 0:2 (H)    | 1:1 (A)       |
| 2003/04   | UEFA Champions League         | Gruppenphase           | FC Chelsea              | 2:2             | 2:0 (A)    | 00:2 3 (N)    |
| 2003/04   | UEFA Champions League         | Gruppenphase           | Sparta Prag             | 2:2             | 1:2 (A)    | 1:0 (H)       |
| 2003/04   | UEFA-Pokal                    | 3. Runde               | FC Valencia             | 2:5             | 2:3 (A)    | 0:2 (H)       |
| 2004/05   | UEFA-Pokal                    | 1. Runde               | FK Bodø/Glimt           | 2:1             | 1:1 (A)    | 1:0 (H)       |
| 2004/05   | UEFA-Pokal                    | Gruppenphase           | Athletic Bilbao         | 3:1             | 3:1 (H)    | 3:1 (H)       |
| 2004/05   | UEFA-Pokal                    | Gruppenphase           | Steaua Bukarest         | 1:2             | 1:2 (A)    | 1:2 (A)       |
| 2004/05   | UEFA-Pokal                    | Gruppenphase           | Standard Lüttich        | 1:1             | 1:1 (H)    | 1:1 (H)       |
| 2004/05   | UEFA-Pokal                    | Gruppenphase           | FC Parma                | 2:3             | 2:3 (A)    | 2:3 (A)       |
| 2005/06   | UEFA-Pokal                    | 2. Qualifikationsrunde | FC Vaduz                | 6:1             | 1:0 (A)    | 5:1 (H)       |
| 2005/06   | UEFA-Pokal                    | 1. Runde               | Malmö FF                | 4:2             | 0:1 (H)    | 4:1 (A)       |
| 2005/06   | UEFA-Pokal                    | Gruppenphase           | Bolton Wanderers        | 1:1             | 1:1 (H)    | 1:1 (H)       |
| 2005/06   | UEFA-Pokal                    | Gruppenphase           | FC Sevilla              | 0:3             | 0:3 (A)    | 0:3 (A)       |
| 2005/06   | UEFA-Pokal                    | Gruppenphase           | Zenit Sankt Petersburg  | 1:1             | 1:1 (H)    | 1:1 (H)       |
| 2005/06   | UEFA-Pokal                    | Gruppenphase           | Vitória Guimarães       | 3:1             | 3:1 (A)    | 3:1 (A)       |
| 2006/07   | UEFA-Pokal                    | 1. Runde               | ZSKA Sofia              | 4:2             | 2:0 (H)    | 2:2 n. V.     |
| 2006/07   | UEFA-Pokal                    | Gruppenphase           | Tottenham Hotspur       | 0:2             | 0:2 (H)    | 0:2 (H)       |
| 2006/07   | UEFA-Pokal                    | Gruppenphase           | Dinamo Bukarest         | 1:2             | 1:2 (A)    | 1:2 (A)       |
| 2006/07   | UEFA-Pokal                    | Gruppenphase           | FC Brügge               | 2:1             | 2:1 (H)    | 2:1 (H)       |
| 2006/07   | UEFA-Pokal                    | Gruppenphase           | Bayer 04 Leverkusen     | 1:2             | 1:2 (A)    | 1:2 (A)       |
| 2007/08   | UEFA Champions League         | 2. Qualifikationsrunde | Sheriff Tiraspol        | 4:0             | 1:0 (H)    | 3:0 (A)       |
| 2007/08   | UEFA Champions League         | 3. Qualifikationsrunde | FC Zürich               | 3:1             | 1:1 (A)    | 2:0 (H)       |
| 2007/08   | UEFA Champions League         | Gruppenphase           | Olympique Marseille     | 2:3             | 0:2 (A)    | 2:1 (H)       |
| 2007/08   | UEFA Champions League         | Gruppenphase           | FC Porto                | 0:3             | 0:1 (H)    | 0:2 (A)       |
| 2007/08   | UEFA Champions League         | Gruppenphase           | FC Liverpool            | 2:9             | 2:1 (H)    | 0:8 (A)       |
| 2008/09   | UEFA-Pokal                    | 2. Qualifikationsrunde | NK Široki Brijeg        | 6:1             | 2:1 (A)    | 4:0 (H)       |
| 2008/09   | UEFA-Pokal                    | 1. Runde               | Metalist Charkiw        | 2:4             | 1:0 (A)    | 1:4 (H)       |
| 2009/10   | UEFA Champions League         | Gruppenphase           | Manchester United       | 1:1             | 0:1 (H)    | 1:0 (A)       |
| 2009/10   | UEFA Champions League         | Gruppenphase           | ZSKA Moskau             | 2:4             | 1:2 (A)    | 1:2 (H)       |
| 2009/10   | UEFA Champions League         | Gruppenphase           | VfL Wolfsburg           | 0:3             | 0:0 (A)    | 0:3 (H)       |
| 2010/11   | UEFA Europa League            | 2. Qualifikationsrunde | Víkingur Gøta           | 7:0             | 3:0 (H)    | 4:0 (A)       |
| 2010/11   | UEFA Europa League            | 3. Qualifikationsrunde | FC Viktoria Plzeň       | 4:1             | 1:1 (A)    | 3:0 (H)       |
| 2010/11   | UEFA Europa League            | Play-offs              | HJK Helsinki            | 6:0             | 2:0 (H)    | 4:0 (A)       |
| 2010/11   | UEFA Europa League            | Gruppenphase           | ZSKA Sofia              | 3:1             | 1:0 (H)    | 2:1 (A)       |
| 2010/11   | UEFA Europa League            | Gruppenphase           | SK Rapid Wien           | 4:1             | 2:1 (A)    | 2:0 (H)       |
| 2010/11   | UEFA Europa League            | Gruppenphase           | FC Porto                | 2:4             | 1:3 (H)    | 1:1 (A)       |
| 2010/11   | UEFA Europa League            | Sechzehntelfinale      | Dynamo Kiew             | 1:8             | 1:4 (H)    | 0:4 (A)       |
| 2011/12   | UEFA Europa League            | Play-offs              | Alanija Wladikawkas     | 3:2             | 3:0 (H)    | 0:2 (A)       |
| 2011/12   | UEFA Europa League            | Gruppenphase           | Maccabi Tel Aviv        | 8:3             | 5:1 (H)    | 3:2 (A)       |
| 2011/12   | UEFA Europa League            | Gruppenphase           | Stoke City              | 4:3             | 1:2 (A)    | 3:1 (H)       |
| 2011/12   | UEFA Europa League            | Gruppenphase           | Dynamo Kiew             | 1:1             | 0:1 (A)    | 1:0 (H)       |
| 2011/12   | UEFA Europa League            | Sechzehntelfinale      | Sporting Braga          | 2:1             | 2:0 (A)    | 0:1 (H)       |
| 2011/12   | UEFA Europa League            | Achtelfinale           | Atlético Madrid         | 1:6             | 1:3 (A)    | 0:3 (H)       |
| 2013/14   | UEFA Europa League            | Play-offs              | Tromsø IL               | 03:2 4          | 1:2 (A)    | 2:0 (H)       |
| 2014/15   | UEFA Champions League         | 3. Qualifikationsrunde | Feyenoord Rotterdam     | 5:2             | 2:1 (A)    | 3:1 (H)       |
| 2014/15   | UEFA Champions League         | Play-offs              | FC Arsenal              | 0:1             | 0:0 (H)    | 0:1 (A)       |
| 2014/15   | UEFA Europa League            | Gruppenphase           | Asteras Tripolis        | 3:3             | 1:1 (H)    | 2:2 (A)       |
| 2014/15   | UEFA Europa League            | Gruppenphase           | Tottenham Hotspur       | 2:1             | 1:1 (A)    | 1:0 (H)       |
| 2014/15   | UEFA Europa League            | Gruppenphase           | FK Partizan Belgrad     | 6:1             | 4:0 (A)    | 2:1 (H)       |
| 2014/15   | UEFA Europa League            | Sechzehntelfinale      | FC Liverpool            | 1:1 (5:4 i. E.) | 0:1 (A)    | 1:0 n. V. (H) |
| 2014/15   | UEFA Europa League            | Achtelfinale           | FC Brügge               | 2:5             | 1:2 (A)    | 1:3 (H)       |
| 2015/16   | UEFA Europa League            | Gruppenphase           | KF Skënderbeu Korça     | 3:0             | 1:0 (A)    | 2:0 (H)       |
| 2015/16   | UEFA Europa League            | Gruppenphase           | Sporting Lissabon       | 2:4             | 1:1 (H)    | 1:3 (A)       |
| 2015/16   | UEFA Europa League            | Gruppenphase           | Lokomotive Moskau       | 2:2             | 1:1 (A)    | 1:1 (H)       |
| 2016/17   | UEFA Champions League         | Gruppenphase           | Benfica Lissabon        | 4:4             | 1:1 (A)    | 3:3 (H)       |
| 2016/17   | UEFA Champions League         | Gruppenphase           | Dynamo Kiew             | 1:7             | 1:1 (H)    | 0:6 (A)       |
| 2016/17   | UEFA Champions League         | Gruppenphase           | SSC Neapel              | 4:3             | 3:2 (A)    | 1:1 (H)       |
| 2016/17   | UEFA Europa League            | Sechzehntelfinale      | Hapoel Be’er Scheva     | 5:2             | 3:1 (A)    | 2:1 (H)       |
| 2016/17   | UEFA Europa League            | Achtelfinale           | Olympiakos Piräus       | 5:2             | 1:1 (A)    | 4:1 (H)       |
| 2016/17   | UEFA Europa League            | Viertelfinale          | Olympique Lyon          | 3:3 (6:7 i. E.) | 1:2 (A)    | 2:1 n. V. (H) |
| 2017/18   | UEFA Champions League         | Gruppenphase           | FC Porto                | 4:2             | 3:1 (A)    | 1:1 (H)       |
| 2017/18   | UEFA Champions League         | Gruppenphase           | RB Leipzig              | 4:1             | 2:0 (H)    | 2:1 (A)       |
| 2017/18   | UEFA Champions League         | Gruppenphase           | AS Monaco               | 3:2             | 2:1 (A)    | 1:1 (H)       |
| 2017/18   | UEFA Champions League         | Achtelfinale           | FC Bayern München       | 1:8             | 0:5 (A)    | 1:3 (H)       |
| 2018/19   | UEFA Europa League            | 2. Qualifikationsrunde | B36 Tórshavn            | 8:0             | 2:0 (A)    | 6:0 (H)       |
| 2018/19   | UEFA Europa League            | 3. Qualifikationsrunde | LASK                    | (a)2:2(a)       | 1:0 (H)    | 1:2 (A)       |
| 2018/19   | UEFA Europa League            | Play-offs              | FK Partizan Belgrad     | 4:1             | 1:1 (A)    | 3:0 (H)       |
| 2018/19   | UEFA Europa League            | Gruppenphase           | Sarpsborg 08 FF         | 6:3             | 3:1 (H)    | 3:2 (A)       |
| 2018/19   | UEFA Europa League            | Gruppenphase           | Malmö FF                | 0:3             | 0:2 (A)    | 0:1 (H)       |
| 2018/19   | UEFA Europa League            | Gruppenphase           | KRC Genk                | 3:5             | 2:4 (H)    | 1:1 (A)       |
| 2019/20   | UEFA Europa League            | Gruppenphase           | ŠK Slovan Bratislava    | 4:5             | 2:4 (A)    | 2:1 (H)       |
| 2019/20   | UEFA Europa League            | Gruppenphase           | Wolverhampton Wanderers | 0:5             | 0:1 (H)    | 0:4 (A)       |
| 2019/20   | UEFA Europa League            | Gruppenphase           | Sporting Braga          | 2:5             | 1:2 (H)    | 1:3 (A)       |
| 2020/21   | UEFA Champions League         | 2. Qualifikationsrunde | PAOK Saloniki           | 1:3             | 1:3 (A)    | 1:3 (A)       |
| 2020/21   | UEFA Europa League            | 3. Qualifikationsrunde | Rio Ave FC              | 1:1 (2:4 i. E.) | 1:1 (H)    | 1:1 (H)       |
| 2021/22   | UEFA Champions League         | Gruppenphase           | Borussia Dortmund       | 1:7             | 1:2 (H)    | 0:5 (A)       |
| 2021/22   | UEFA Champions League         | Gruppenphase           | Ajax Amsterdam          | 1:4             | 0:2 (A)    | 1:2 (H)       |
| 2021/22   | UEFA Champions League         | Gruppenphase           | Sporting Lissabon       | 1:8             | 1:4 (H)    | 0:4 (A)       |
| 2023/24   | UEFA Europa Conference League | 2. Qualifikationsrunde | KF Tirana               | 5:1             | 3:1 (H)    | 2:0 (A)       |
| 2023/24   | UEFA Europa Conference League | 3. Qualifikationsrunde | Neftçi Baku             | 5:2             | 3:1 (A)    | 2:1 (H)       |
| 2023/24   | UEFA Europa Conference League | Play-offs              | Dynamo Kiew             | 4:2             | 03:2 5 (N) | 1:0 (H)       |
| 2023/24   | UEFA Europa Conference League | Gruppenphase           | FC Brügge               | 1:6             | 1:1 (A)    | 0:5 (H)       |
| 2023/24   | UEFA Europa Conference League | Gruppenphase           | FC Lugano               | 4:3             | 2:3 (H)    | 2:0 (A)       |
| 2023/24   | UEFA Europa Conference League | Gruppenphase           | FK Bodø/Glimt           | 2:5             | 1:3 (A)    | 1:2 (H)       |
| 2024/25   | UEFA Europa League            | Play-offs              | FC Lugano               | 8:4             | 3:3 (A)    | 5:1 (H)       |
| 2024/25   | UEFA Europa League            | Ligaphase              | Ajax Amsterdam          | 0:4             | 0:4 (A)    | 0:4 (A)       |
| 2024/25   | UEFA Europa League            | Ligaphase              | Eintracht Frankfurt     | 1:3             | 1:3 (H)    | 1:3 (H)       |
| 2024/25   | UEFA Europa League            | Ligaphase              | Olympique Lyon          | 1:0             | 1:0 (A)    | 1:0 (A)       |
| 2024/25   | UEFA Europa League            | Ligaphase              | Malmö FF                | 2:1             | 2:1 (H)    | 2:1 (H)       |
| 2024/25   | UEFA Europa League            | Ligaphase              | Maccabi Tel Aviv        | 1:3 6           | 1:3 (H)    | 1:3 (H)       |
| 2024/25   | UEFA Europa League            | Ligaphase              | FK Bodø/Glimt           | 1:2             | 1:2 (A)    | 1:2 (A)       |
| 2024/25   | UEFA Europa League            | Ligaphase              | Athletic Bilbao         | 4:1             | 4:1 (H)    | 4:1 (H)       |
| 2024/25   | UEFA Europa League            | Ligaphase              | FC Twente Enschede      | 0:1             | 0:1 (A)    | 0:1 (A)       |
| 2025/26   | UEFA Europa League            | 2. Qualifikationsrunde | Schachtar Donezk        | 2:6             | 2:4 (H)    | 0:2 (A)       |
| 2025/26   | UEFA Conference League        | 3. Qualifikationsrunde | St Patrick’s Athletic   | 7:3             | 4: 1 (A)   | 3:2 (H)       |
| 2025/26   | UEFA Conference League        | Play-offs              | FC Lausanne-Sport       | -:-             | -:- (A)    | -:- (H)       |

Stand: 14. August 2025
| Wettbewerb                    | Spiele | S  | U  | N   | T+  | T-  |
| ----------------------------- | ------ | -- | -- | --- | --- | --- |
| UEFA Champions League         | 090    | 28 | 19 | 043 | 090 | 157 |
| Europapokal der Pokalsieger   | 020    | 04 | 04 | 012 | 021 | 038 |
| UEFA-Pokal / Europa League    | 132    | 56 | 25 | 051 | 207 | 179 |
| UEFA Europa Conference League | 014    | 09 | 01 | 004 | 028 | 022 |
| Gesamt                        | 256    | 97 | 49 | 110 | 346 | 396 |

Stand: 14. August 2025
| Platzierung | Punkte 24/25 | Gesamtpunkte |
| ----------- | ------------ | ------------ |
| 113         | 6.000        | 15.000       |

Stand: 6. Juni 2025

#### Rekorde
- Die meisten Spiele: Rıza Çalımbay (494)
- Die meisten Tore: Hakkı Yeten (382)
- Der höchste Sieg: Beşiktaş Istanbul 10-0 Adana Demirspor (15. Oktober 1989)
- Die höchste Niederlage: FC Liverpool 8-0 Beşiktaş Istanbul (7. November 2007)
- Die meisten Europapokal-Tore: Oktay Derelioğlu (14)

## Bekannte ehemalige Spieler

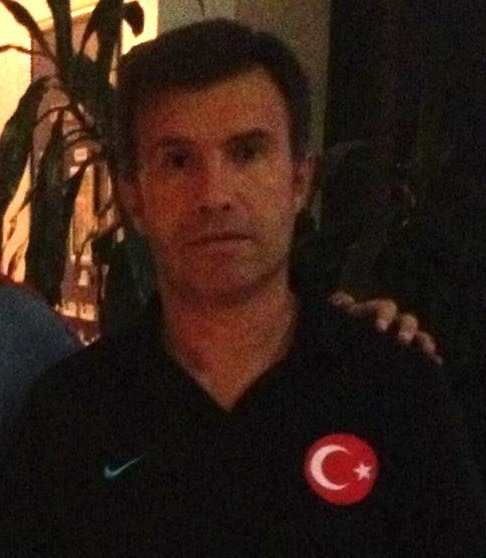
Der ehemalige Spieler Feyyaz Uçar, Torschützenkönig mit 28 Toren in der Saison 1989/90

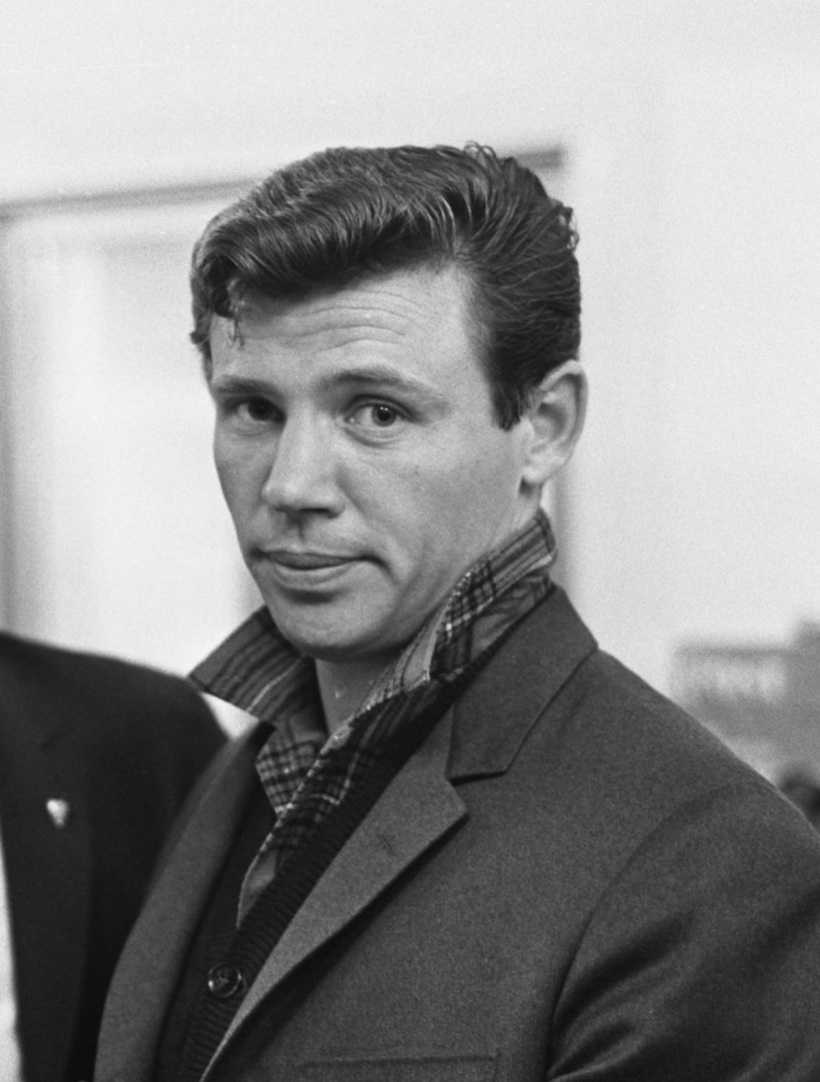
Necmi Mutlu 1958: Der in 13 Jahren und 241 Spielen am längsten zwischen den Pfosten stehende Torwart in der BJK-Historie

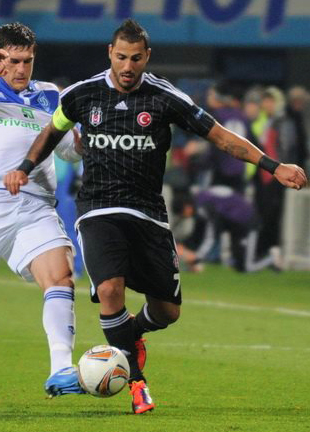
Quaresma, im Beşiktaş-Trikot gegen Dynamo Kiew

- Rachid Ghezzal
- Matías Delgado  Federico Higuaín  Osvaldo Nartallo  José Ernesto Sosa
- Ekrem Dağ  Veli Kavlak  Ramazan Özcan
- Michy Batshuayi
- Adriano  Aílton  Amaral  Bobô  Dentinho  Josef de Souza Dias  Douglas  Edu  Kleberson  Vágner Love  Marcelo  Ramon Motta  Mert Nobre  Rhodolfo  Ricardinho  Sidnei  Talisca  Antônio Carlos Zago
- Mersad Kovačević  Miralem Pjanić
- Slatko Jankow  Jordan Letschkow
- Atiba Hutchinson  Cyle Larin
- Gary Medel  Rodrigo Tello
- Vincent Aboubakar  Dany Nounkeu
- Óscar Córdoba  Pedro Franco
- Marijan Mrmić  Ante Rebić  Vedran Runje  Gordon Schildenfeld  Domagoj Vida
- Tomáš Sivok  Tomáš Zápotočný
- Mohamed Elneny  Ahmed Hassan
- Dele Alli  Les Ferdinand  Nathan Redmond  Joe Worrall
- Atik Ismail
- Julien Escudé  Nicolas Isimat-Mirin  Pascal Nouma  Valentin Rosier
- Tolgay Arslan  Raimond Aumann  Andreas Beck  Mustafa Doğan  Fabian Ernst  Michael Fink  Mario Gomez  Thomas Hengen  Roberto Hilbert  Loris Karius  Stefan Kuntz  Markus Münch  Sixten Veit
- Kevin-Prince Boateng  Daniel Opare
- Eyjólfur Sverrisson
- Matteo Ferrari  Federico Giunti  Cher Ndour
- Shinji Kagawa
- Romain Saïss
- Daniel Amokachi  Michael Eneramo  Ike Shorunmu
- Ryan Babel  Jeremain Lens  Wout Weghorst
- John Carew  Ronny Johnsen  Thomas Myhre
- José del Solar
- Jarosław Bako  Kaan Dobra
- Hugo Almeida  Bebé  Manuel Fernandes  Pepe  Ricardo Quaresma  Simão
- Rodrigo Tabata
- Ion Barbu  Adrian Ilie  Marius Măldărășanu  Daniel Pancu
- Dmitri Hlestov
- Allan McGregor
- Demba Ba  Lamine Diatta  Mamadou Niang
- Duško Tošić
- Filip Hološko  Miroslav Karhan
- Alexis Ruano Delgado  Guti  Juanfran  Javi Montero  Alvaro Negredo  Fabricio Agosto Ramírez  Víctor Ruiz
- Mattias Asper  Alexander Milošević
- Kerim Frei  Gökhan İnler
- Okan Buruk  Rıza Çalımbay  Recep Çetin  Muhammed Demirci  Oktay Derelioğlu  Sabri Dino  Ahmet Dursun  Berkant Göktan  Şükrü Gülesin  Ali Gültiken  Engin İpekoğlu  Nihat Kahveci  Batuhan Karadeniz  Gökhan Keskin  İlhan Mansız  Tümer Metin  Necmi Mutlu  Mert Nobre  Atınç Nukan  Alpay Özalan  Mehmet Özdilek  Mustafa Pektemek  Rüştü Reçber  Ertuğrul Sağlam  Süleyman Seba  Metin Tekin  Fatih Tekke  İbrahim Toraman  Mutlu Topçu  Serdar Topraktepe  Cenk Tosun  Tamer Tuna  Feyyaz Uçar  İbrahim Üzülmez  Sergen Yalçın  Hakkı Yeten  Burak Yılmaz
- Denys Bojko
- Jermaine Jones

## Umfeld

### Einrichtungen

#### Inönü-Stadion und Tüpraş Stadyumu
Beşiktaş spielte von 1947 bis zur Saison 2012/13 im İnönü Stadı im İstanbuler Stadtteil Beşiktaş. Das Stadion wurde 1947 eröffnet und war nach dem zweiten türkischen Präsidenten İsmet İnönü benannt. 2004 wurde das Stadion umgebaut und hatte bis zu seinem Abriss eine Kapazität von 32.145 Sitzplätzen. Am 24. Oktober 2007 brachen die Beşiktaş-Fans im Champions-League-Spiel gegen den FC Liverpool mit 132 Dezibel den Welt-Lautstärke-Rekord in Fußballstadien. Dieser Rekord wurde um 9 Dezibel auf 141 im Spiel gegen Gençlerbirliği Ankara im Mai 2013 abermals überboten.
Das İnönü Stadı wurde wegen seiner Lage und der Atmosphäre von der Zeitung The Times zum viertbesten Stadion der Welt ernannt. Vom Oberrang des Stadions hatte man einen direkten Blick auf den Bosporus. Am 11. Mai 2013 fand das letzte Spiel im İnönü Stadı statt, welches Beşiktaş mit 3:0 für sich entschied. Das letzte Tor im Stadion schoss Filip Hološko.

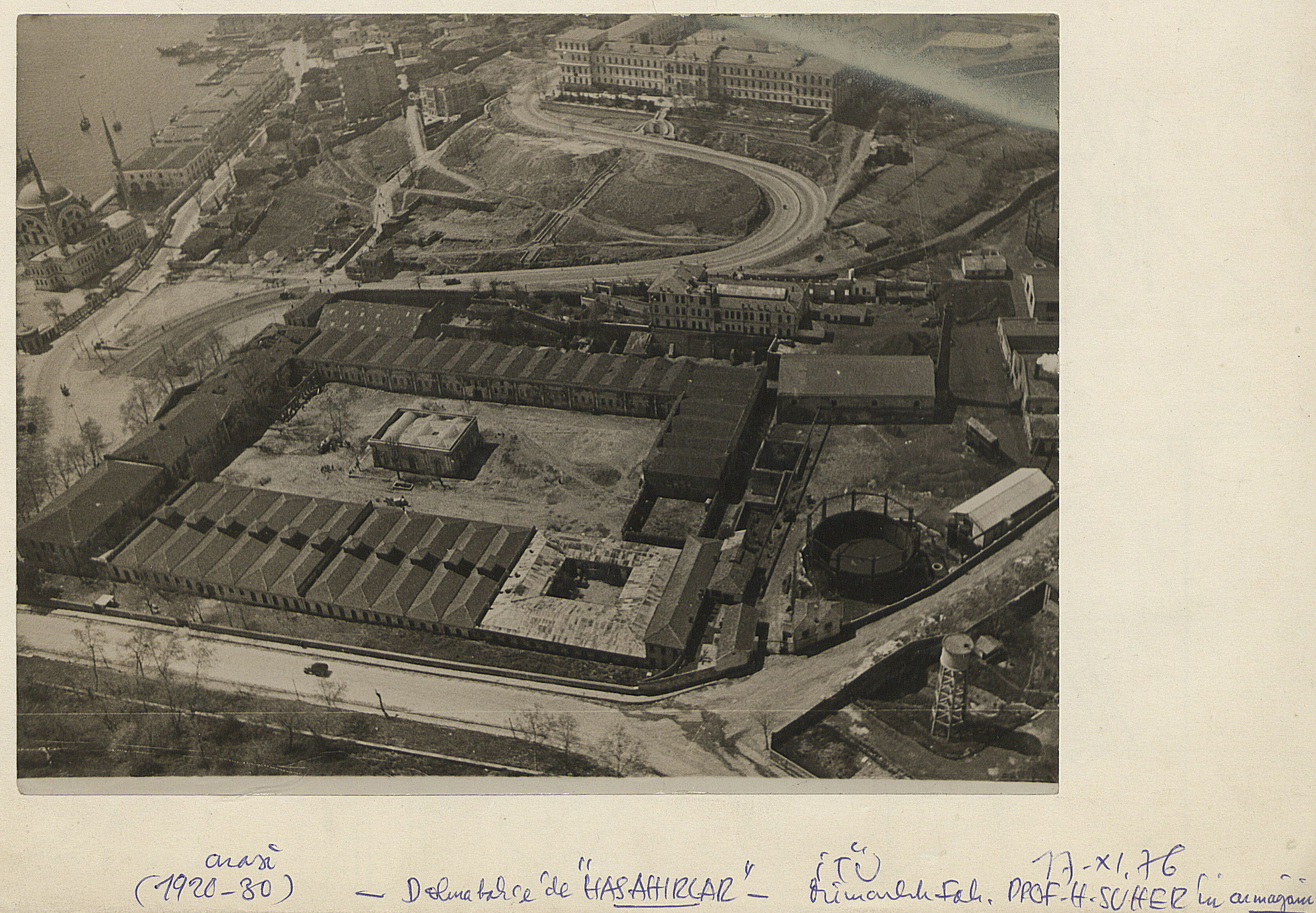
Die kaiserlichen Ställe die im Hintergrund zu sehen sind
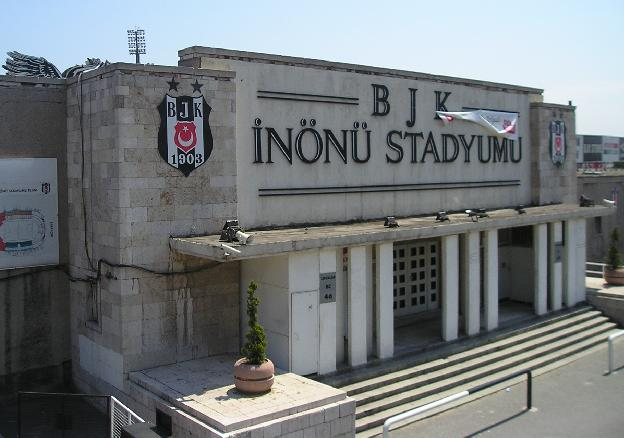
Das Tor zum Stadion (ca. 2006)
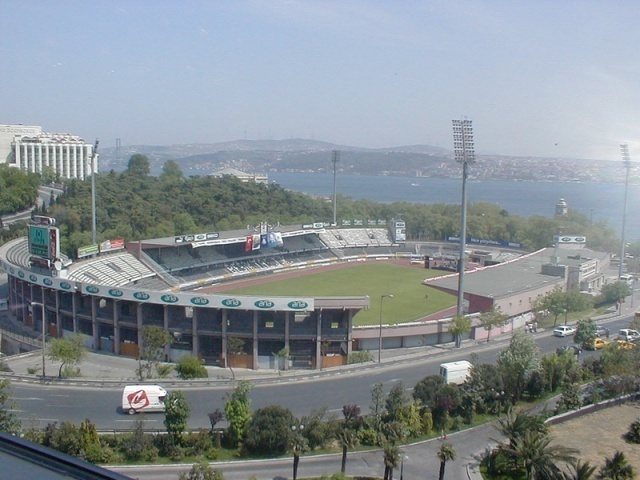
Außenansicht (2006)

Nach Ende der Saison 2012/13 wurde das İnönü Stadı abgerissen und an selber Stelle die neue Vodafone Arena (heute: Tüpraş Stadyumu) errichtet. Der Vodafone Park hat eine Kapazität von 42.590 Zuschauern. Die Baukosten betrugen 125 Millionen Euro. Während der Bauarbeiten bestritt die Mannschaft ihre Heimspiele u. a. im Atatürk-Olympiastadion und im Recep-Tayyip-Erdoğan-Stadion. Die offizielle Eröffnung des neuen Stadions war am 10. April 2016. Das neue Stadion wurde von StadiumDB.com zum zweitbesten Stadion 2016 gewählt. Am 11. April bestritt Beşiktaş das erste Ligaspiel in der Arena, welches man gegen Bursaspor mit 3:2 gewann. Der deutsche Nationalspieler Mario Gómez erzielte in der 22. Minute den ersten Treffer für BJK in der neuen Arena. Nach Ablauf der Partnerschaft mit Vodafone Mitte 2023 einigte sich Beşiktaş Ende September 2023 mit dem Unternehmen Tüpraş auf einen Dreijahresvertrag. Der neue Name des Stadions lautet Tüpraş Stadyumu.

#### BJK Museum
Das Beşiktaş Museum wurde am 11. November 2001 als Sportmuseum eröffnet. Am 28. Juni 2007 erhielt es den Titel „Erstes privates Sportmuseum der Türkei“, das dem Ministerium für Kultur und Tourismus der Republik Türkei angegliedert ist. Die Trophäen, die von verschiedenen Zweigteams von Beşiktaş gewonnen wurden, sind im Inneren ausgestellt. Darüber hinaus werden im Museum verschiedene Fotografien, Dokumente, Uniformen und Geschenke ausgestellt, die an den Club geschickt wurden.

#### BJK TV
Das am 19. April 2005 offiziell auf Sendung gegangene BJK TV war der offizielle Fernsehsender von Beşiktaş. Übertragen wurden mit dem Klub bezogene Nachrichten, Interviews und spezielle Programme. Aus lizenzrechtlichen Gründen wurde der Kanal 2009 abgesetzt. Am 20. Januar 2011 wurde die Ausstrahlung auf der Digitürk-Plattform wieder aufgenommen. Ab August 2015 konnte man den Sender auch im Internet verfolgen. Am 31. August 2019 wurde der Sender geschlossen.

#### BJK Fanshop
Kartal Yuvası (zu deutsch Adlerhorst) ist eine Ladenkette, die lizenzierte Produkte von Beşiktaş JK verkauft.
Der Name des Fanshops, der 2001 mit dem Ziel der finanziellen Unterstützung des Vereins gegründet wurde und früher BJK Store hieß, wurde 2007 aufgrund einer Entscheidung des Vorstands im Jahr der Gründung ins Türkische geändert und in Kartal Yuvası umbenannt. Aus diesem Grund verlieh der Türkische Sprachverband dem Club die Auszeichnung „TDK Honor“ für seine Unterstützung der türkischen Sprache.
Ab 2019 wurden insgesamt bis jetzt (Stand 2023) 95 Geschäfte in 32 Provinzen eröffnet, darunter 39 in Istanbul, 6 in Antalya, 5 in Ankara und Izmir, 3 in Muğla, 2 in Balıkesir, Bursa, Gaziantep, Hatay, Kocaeli, Sakarya, Tekirdağ und jeweils ein Shop in Adana, Alanya, Aydın, Çanakkale, Denizli, Edirne, Elazığ, Giresun, Isparta, Kahramanmaraş, Karabük, Kayseri, Konya, Malatya, Manisa, Mersin, Ordu, Samsun, Uşak, Van und Yalova.
Darüber hinaus gibt es zwei Online-Shops. Von diesen Geschäften aus liefert der Shop innerhalb der Türkei und in 38 Länder der Welt, inklusive Deutschland. Vier der Geschäfte in Istanbul befinden sich im Vodafone Park und drei andere Geschäfte, als die Hauptgeschäfte, sind nur an Spieltagen geöffnet. Weiterhin gibt es ein „Eagle's Nest“, das sich in den Einrichtungen von Ümraniye Nevzat Demir und im Akatlar Sports Complex befindet. Der Shop in Akatlar ist nach wie vor nur an Spieltagen geöffnet und es werden hauptsächlich Basketballprodukte verkauft.

#### Kartalcell und KartalNet
Kartalcell war das virtuelle GSM-Netz von Beşiktaş, das am 12. August 2009 seinen Betrieb aufnahm. Das Netzwerk stellte seinen Dienst über die Avea-Infrastruktur bereit und erreichte in den ersten zwei Wochen nach seiner Inbetriebnahme fast über 4.380 Abonnenten.

## Trikots

### Heim

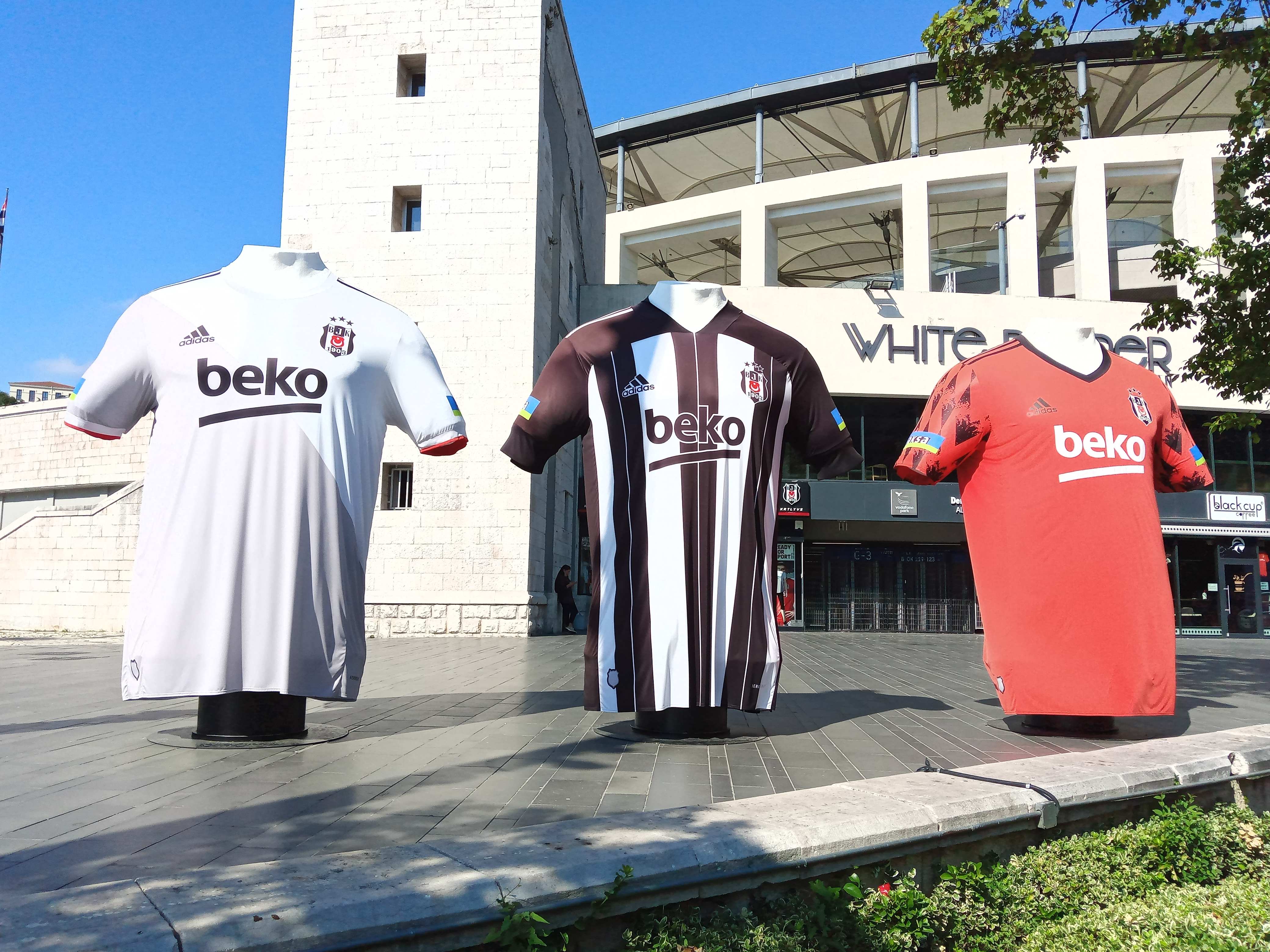
Übergroße Trikots mit der Werbung des Hauptsponsors Beko vor dem Vodafone Park in der Saison 2020/21

| 1940-41 | 1989-90 | 1990-91 | 1991-92 | 1992-93 | 1993-94 | 1994-95 |
| 1997-98 | 1998-99 | 1999-00 | 2002-03 | 2003-04 | 2007-08 | 2008-09 |
| 2009-10 | 2010-11 | 2011-12 | 2012-13 | 2013-14 | 2014-15 | 2015-16 |
| 2016-17 | 2017-18 | 2018-19 | 2019-20 | 2020-21 | 2021-22 | 2022-23 |
| 2023-24 |         |         |         |         |         |         |

### Auswärtstrikot
| 2002-03 | 2007-08 | 2008-09* 1 | 2008-09 | 2009-10 | 2010-11 | 2011-12 | 2012-13 |
| 2013-14 | 2014-15 | 2015-16    | 2016-17 | 2017-18 | 2018-19 | 2019-20 | 2020-21 |
| 2021-22 | 2022-23 | 2023-24    |         |         |         |         |         |

### 3. Trikot
| 1994–95 | 2002–03 | 2007-08 | 2008-09 | 2009-10 | 2010-11 | 2011-12 | 2012-13 |
| 2013-14 | 2014-15 | 2015-16 | 2016-17 | 2017-18 | 2018-19 | 2019-20 | 2020-21 |
| 2021-22 | 2022-23 | 2023-24 |         |         |         |         |         |

## Fankultur (Çarşı)

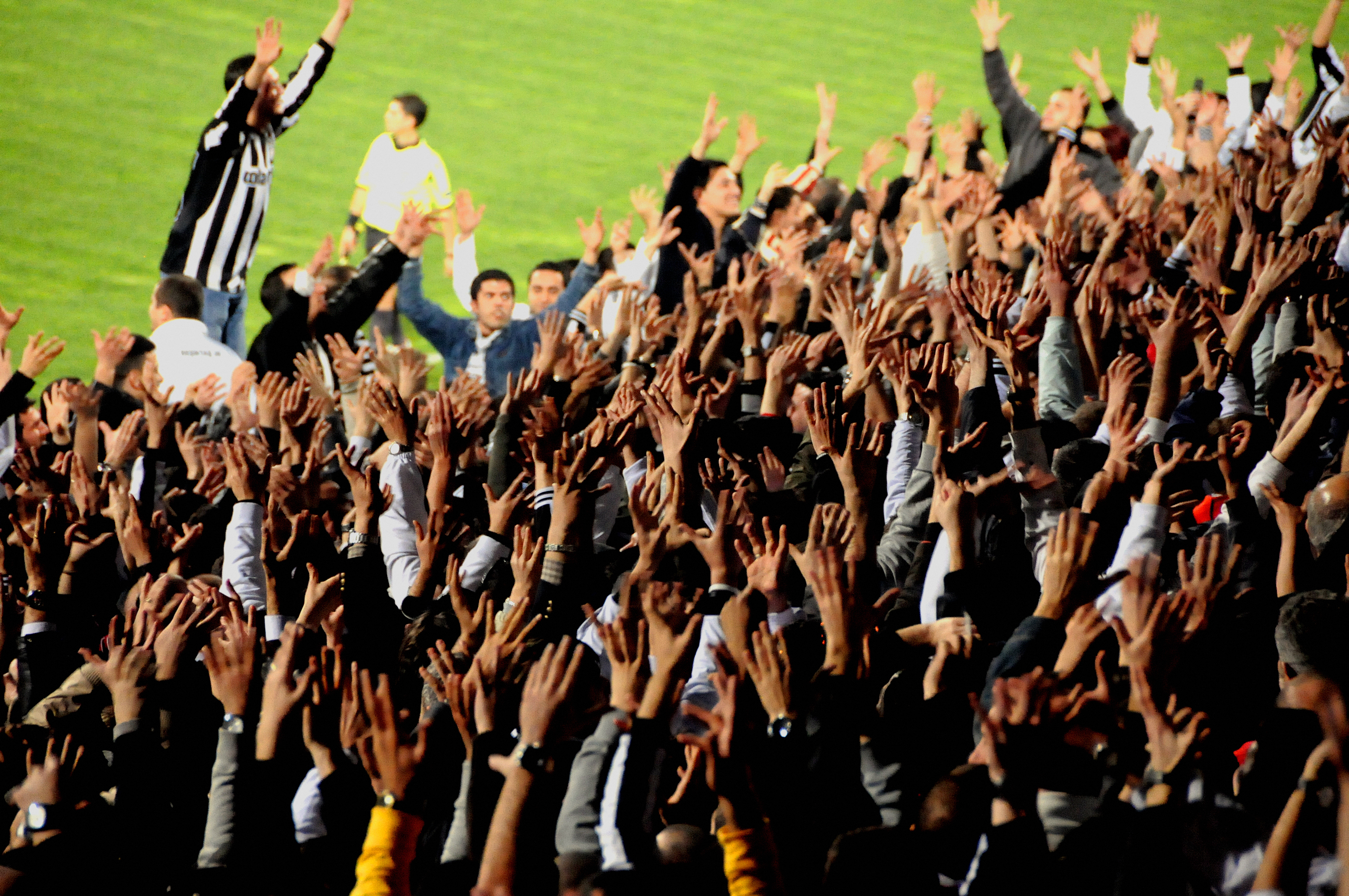
Beşiktaş Fans

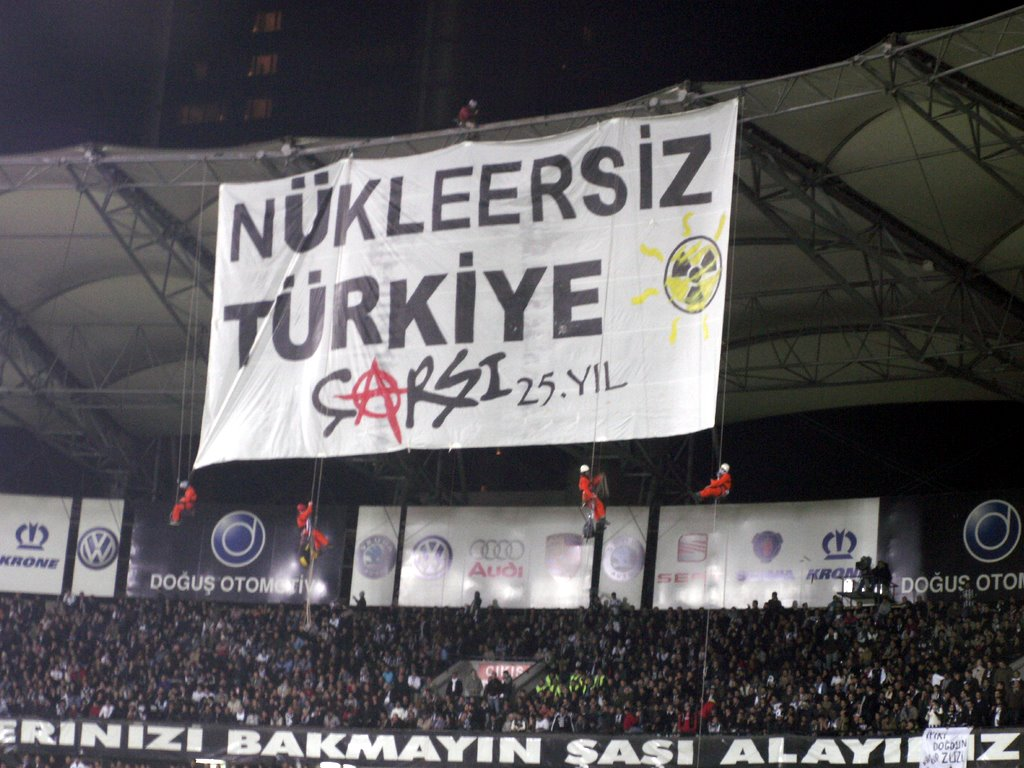
Gemeinsames Transparent von Çarşı und Greenpeace, mit dem gegen ein Kernkraftwerk demonstriert wird.

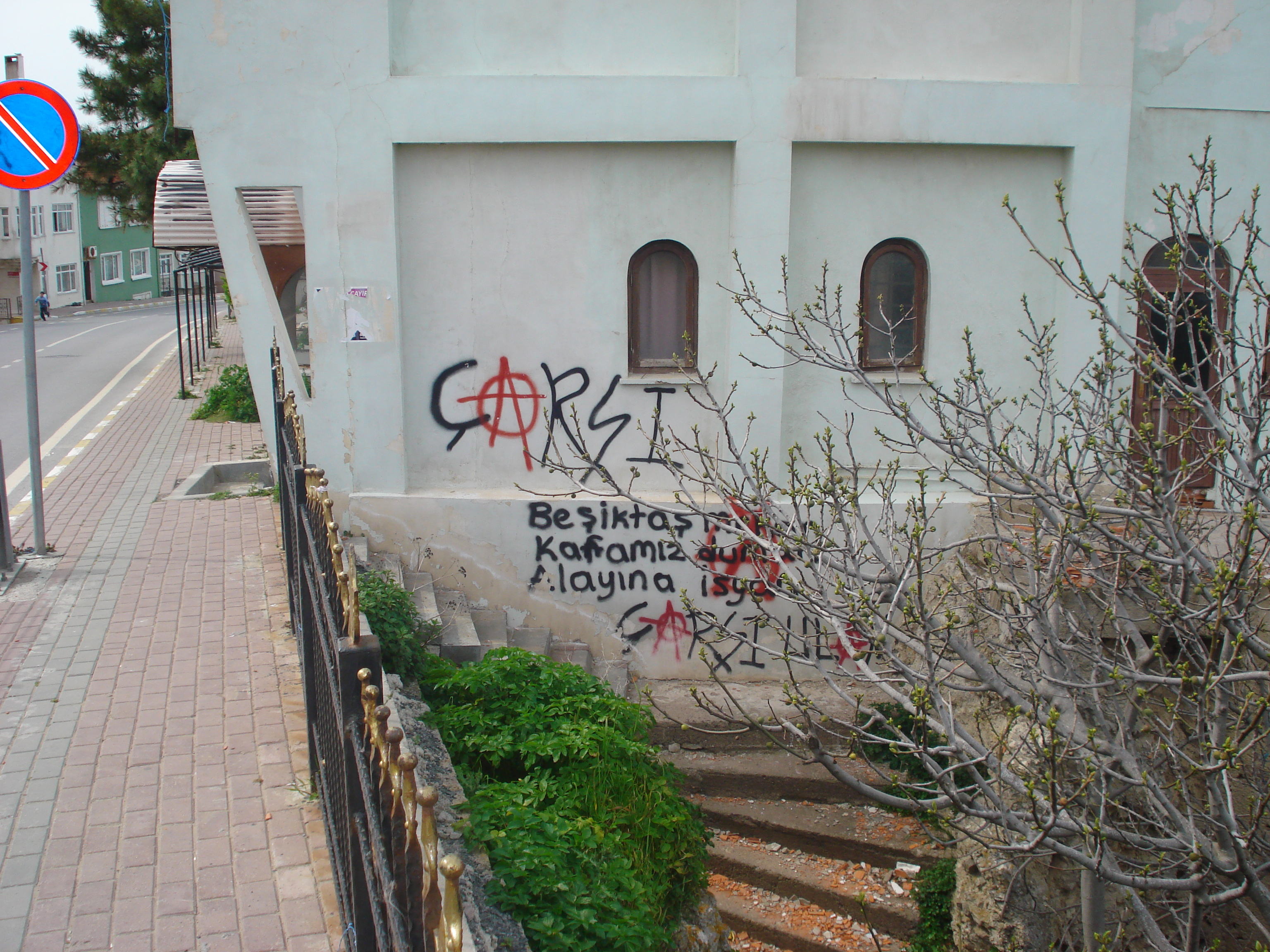
Çarşı-Graffito an einer Hauswand.

Çarşı ist die bedeutendste Fangruppierung der Beşiktaş-Fans, die 1982 vom mittlerweile verstorbenen Mehmet Işıklar (Spitzname: Optik) gegründet wurde.
Der Name Çarşı bedeutet „Markt“ und wurde als Name vergeben, weil die Gründungsmitglieder in verschiedenen Geschäften des im Zentrum des gleichnamigen Stadtteils Beşiktaş gelegenen Basars arbeiteten.
Die Çarşı gelten als die Vorreiter der Fankultur in der Türkei und sind jeher europaweit bekannt. Außerdem gelten sie als die lautesten und aggressivsten Fußballfans des Landes, die hinsichtlich der bei Fußballspielen erzeugten Lautstärke den Weltrekord von 141 Dezibel halten.
Ihr Standort bei Heimspielen ist die überdachte Gegentribüne des Stadions. Einer ihrer Anführer ist der in der Türkei sehr bekannt gewordene Alen Markaryan. Hervorgetreten ist Çarşı vor allem mit ihren Slogans, Gesängen und Schlachtrufen.
Doch Çarşı versteht sich nicht nur als eine Fangruppierung, sondern als eine Lebensphilosophie, die der bekannte Fan Alp Batu Keçeci einmal in den folgenden Worten festgehalten hat:
Çarşı ist nicht bloß eine Gruppe im Stadion.

Çarşı ist jeder, der Beşiktaş mit dem Herzen verehrt.

Çarşı ist ein Graffiti an einem New Yorker U-Bahn-Wagen,

Ein Schriftzug an einer Wand in Prag,

Niedergeschriebene Zuneigung an einem Hügel in Erzincan,

Ein schwarz-weißes Gemälde an irgendeiner Wand in Adana,

Eine „Çarşı Ulan“-Zeichnung an der Wand des Galatasaray-Gymnasiums…
Das Wahrzeichen ist das umrundete A für Anarchie. Dass es sich bei den Anhängern von Çarşı jedoch nicht vollständig um Anarchisten handelt, zeigt ihr Schlachtruf: „Carşı Atatürk harici her şeye karşı“, auf Deutsch „Çarşı ist, ausgenommen von Atatürk, gegen alles“. Zeitweilig trat die Gruppe auch gegen Krieg oder Kernenergie ein oder nahm an – zum Teil verbotenen – Maidemonstrationen teil. Im Mai 2008 erklärte die Gruppe ihre Auflösung. Neben dem Motivieren der Mannschaft sind für Çarşı auch soziale Projekte in verschiedenen Lebensbereichen ein wichtiger Bestandteil.
Im Jahre 2007 erschien zum 25-jährigen Gründungsjubiläum von Çarşı ein Film über die Fangruppierung, welcher auch in türkischen Kinos lief. Im Film sprechen unter anderem die wichtigsten Persönlichkeiten der Gruppierung, es werden diverse Auswärtsfahrten gezeigt und es wird über die Position von Çarşı in der Türkei berichtet. Außerdem wird ausführlich über das Inönü-Stadion gesprochen sowie über das Viertel Beşiktaş in Istanbul.
Anfang September 2014 drohte 35 Çarşı-Anhängern wegen eines angeblichen Umsturzversuchs lebenslange Haft. Çarşı war im Vorjahr eine der treibenden Kräfte bei den Protesten gegen den damaligen Premierminister Recep Tayyip Erdoğan am Istanbuler Taksim-Platz. Einer ihrer Verteidiger hat den Vorgang mit folgenden Worten kommentiert: „Wenn man diese Anklageschrift liest, kann ich nicht glauben, dass das von Leuten verfasst sein soll, die das Staatsexamen bestanden haben.“ Dass sie das Kabinett Erdoğan gerne los wären, wird dagegen keineswegs bestritten und ergibt sich auch aus dem Wahlergebnis, wonach nur 15,3 Prozent der Wahlberechtigten aus dem Stadtteil Beşiktaş der Regierungspartei AKP ihre Stimme gegeben hatten.
Mit der vor dem Spiel gegen Benfica Lissabon (3:3) geplanten Aktion wollten die Anhänger des türkischen Meisters gegen Rassismus protestieren und auf die Herausforderungen für schwerhörige Menschen aufmerksam machen. Rund 42.000 Fans jubelten in der Anfangsphase des Spiels rund eine Minute lang ausschließlich per Zeichensprache. Erst formten sie mit den Händen die Zeichen für „Sag Nein zum Rassismus“ und dann für „Schwarzer Adler“, das Symbol des Vereins. Besiktas holte gegen Benfica einen 0:3-Rückstand auf und sicherte sich nach einem Tor, zum 3:3-Endstand von Vincent Aboubakar in der 89. Spielminute, noch einen Punkt.
Am 26. Februar 2023, im Ligaspiel gegen Antalyaspor (0:0), sorgten die Fans im Stadion für eine Aktion, indem sie Plüschtiere und Kinderspielzeug auf das Spielfeld warfen. Diese Geste der Solidarität fand exakt ab Minute 04:17 statt. Das ist genau die Uhrzeit des ersten Erdbebens in der Türkei und Syrien 2023, das sich am 6. Februar ereignete und über 51.000 Todesopfer forderte (Stand: 4. März 2023). Die Aktion sorgte weltweit für Aufmerksamkeit und Anerkennung.

### Rivalitäten und Derbys
Das Istanbuler Derby ist eines der ältesten und berühmtesten Stadtderbys der Welt. Teilnehmer sind Beşiktaş und einer der Lokalrivalen Fenerbahçe. Die beiden Istanbuler Vereine spielen seit Beginn der Profiliga in der Türkei und gehören neben Galatasaray zu den drei Großen. Nicht zuletzt wegen der enormen Dominanz und des hohen Stellenwertes dieser Teams gelten die Partien zwischen diesen Vereinen oft als titelentscheidend. Das erste Derby zwischen den schwarzen Adlern und den gelben Kanarienvögeln wurde am 22. August 1924 während des Meisterschaftsspiels in der İstanbul Futbol Ligi ausgetragen. Fenerbahçe gewann dieses Spiel mit 4:0. Beide Klubs spielten bisher über 350-mal gegeneinander.
Das andere „Derby“ sind die Begegnungen zwischen Beşiktaş und Galatasaray. Die erste Partie zwischen den schwarzen Adlern und den Löwen wurde 1922 ausgetragen. Beşiktaş gewann dieses Spiel mit 2:0. Beide Klubs spielten auch bisher über 350-mal gegeneinander.
Weitere Rivalen sind seit den 1970er Jahren Bursaspor und Trabzonspor, das einen besonderen Stellenwert hat.
Seit den 2010er Jahren etablierte sich Istanbul Başakşehir FK als ein weiterer großer Rivale.

## Trivia
- Die Beşiktaş-Fans werden seit den 1980ern von den gegnerischen Fans spöttisch (insbesondere von den Galatasaray- und den Fenerbahçe-Fans) tinerciler (die, die Verdünner zu sich nehmen) genannt. Das geht auf die Tatsache zurück, dass Beşiktaş als ein Team des Volkes bezeichnet wird und die Fans somit nicht der Elite entsprechen und sich demzufolge keinen teuren Alkohol leisten konnten. Doch hat man diesen Spitznamen, zum Trotz der gegnerischen Fans, für sich beansprucht und untereinander verwendet.[69]
- In der türkischen Komödie Gol Kralı (zu deutsch: Der Torschützenkönig) aus dem Jahr 1980 mit Kemal Sunal in der Hauptrolle, spielt der Held einen Tollpatsch, der im Verlauf des Films zu einem Spieler von Beşiktaş wird.
- Der berühmte türkische Charakterdarsteller und Regisseur Kartal Tibet, der ein großer Anhänger von Beşiktaş war und dessen Vorname auf Deutsch Adler heißt, hat seinen Sohn Kanat benannt, was auf Deutsch Flügel heißt.[70]
- In der türkischen Verwechslungskomödie Futboliye von 1983 mit Aydemir Akbaş in der Hauptrolle gab sich der Hauptcharakter als einen berühmten Spieler von Beşiktaş aus, um seiner Liebsten zu imponieren.
- Im türkischen Spielfilm Garip (zu deutsch: Der Eigentümliche) von 1986 mit Kemal Sunal in der Hauptrolle spielt der Held einen fanatischen Beşiktaş-Fan, der ein kleines Findelmädchen (Ece Alton) findet und aufzieht, das später einen genauso fanatischen Galatasaray-Anhänger verkörpert.
- Im alten İnönü-Stadion gab es das weltweit einzige McDonald’s-Restaurant mit schwarz-weißem Logo, da das bekannte rot-gelbe Logo stark an die Farben des Erzrivalen Galatasaray erinnerte und deswegen viele Male einem Brandanschlag zum Opfer fiel.[71]
- In der türkischen Sitcom Çocuklar Duymasın (zu deutsch: Die Kinder sollen es nicht hören), die von 2002 bis 2019 im türkischen Fernsehen lief, ist das Familienoberhaupt Haluk, gespielt von Tamer Karadağlı, ein großer Beşiktaş-Anhänger. Ein berühmter Spruch von ihm aus der Serie ist: „Erkek adam renkli takım tutmaz!“ (zu deutsch: Echte Männer unterstützen keine bunten Klubs).[72]
- Im Sponsoringvideo der Marke Cola Turka vom türkischen Unternehmen Ülker, aus dem Jahre 2003, mit dem amerikanischen Comedy-Star Chevy Chase, war unter anderem Beşiktaş und Sergen Yalçın ein Thema.[73]
- In der türkischen Comedy-Serie Kardeş Payı (zu deutsch: Geschwisteranteil) von 2014 bis 2015 sind die drei Geschwister, gespielt von Ahmet Kural, Murat Cemcir und Seda Bakan, in der Show nach dem legendären Trio Metin, Ali, Feyyaz benannt, wobei die jüngste den Namen Feyza bekommen hatte, da sie ein Mädchen war.
- In der türkischen Dramady-Serie Poyraz Karayel von 2015 bis 2017 war einer der Hauptcharaktere Celil Nalçakan ein fanatischer Beşiktaş-Anhänger. In der Serie tauchten u. a. der ehemalige Starspieler Pascal Nouma und der damalige Präsident des Klubs Fikret Orman, als sie selbst auf.[74]
- Im türkischen Film Şevkat Yerimdar von 2013 und der dazugehörigen, gleichnamigen Serie, ausgestrahlt von 2017 bis 2018, ist der gleichnamige Hauptcharakter, gespielt von Özgürcan Çevik, ein fanatischer BJK-Anhänger.  Als Eierverkäufer besitzt er einen Hühnerstall und benennt seine Hähne nach berühmten Beşiktaş-Spielern, wie z. B. Ferdinand oder Amokachi. Ein weiterer Funfact ist, dass er als Fahrzeug einen schwarzen Tofaş Kartal (deutsch: Adler) fährt. Auch die ehemaligen Spieler Pascal Nouma und Sinan Engin hatten Gastauftritte in der Serie.
- Im türkischen Film von 2023 mit Pascal Nouma in einer Nebenrolle, Aşkın Saati 19.03 (zu deutsch: Die Stunde der Liebe 19.03), spielt der Hauptcharakter, verkörpert durch Berat Efe Parlar, einen BJK-Fan.
- Der Hashtag Come to Beşiktaş! war 2018 mit über sechs Millionen Tweets eines der meist aufgerufenen auf X (damals Twitter).[75]
- Der amerikanische Schauspieler Viggo Mortensen, bekannt unter anderem aus den Der-Herr-der-Ringe-Filmen, ist ein bekennender Beşiktaş-Fan.[76]
- Der französische Musiker und DJ Willy William (Ego) ist ein frenetischer Anhänger der schwarzen Adler.[77]
- Im türkischen Drama Benimle Oynar mısın? (Würdest du mit mir spielen?) aus dem Jahr 2013, von Regisseur Aydın Bulut, mit unter anderem Ertan Saban in der Hauptrolle, ist Beşiktaş ein wichtiges inhaltliches Thema in diesem Film.[78]
- In der türkischen Drama-Serie Dayan Yüreğim (Halte aus mein Herz) aus dem Jahr 2017 ist Beşiktaş ein wiederkehrendes, wichtiges Thema.
- In der türkischen Drama-Serie Aşk ve Gurur (Liebe und Stolz) aus dem Jahr 2017 ist einer der Hauptcharaktere, Kadir, gespielt von Ahmet Rıfat Şungar, einem Profi-Spieler im Dienst von Beşiktaş JK.